# Воннегут, Курт
Курт Во́ннегут-младший (англ. Kurt Vonnegut Jr. /kɜːrt ˈvɒnəɡət/; 11 ноября 1922, Индианаполис, Индиана — 11 апреля 2007, Нью-Йорк) — американский писатель и общественный деятель. Aвтор 14 романов, более 50 рассказов, нескольких сборников эссе и публицистики, нескольких пьес и сценариев. В его произведениях присутствуют элементы сатиры, чёрного юмора и научной фантастики. Его роман «Бойня номер пять, или Крестовый поход детей», вышедший в 1969 году, считается одним из важнейших в американской литературе XX века. Пик популярности Воннегута пришёлся на 1970-е годы. Среди наиболее известных произведений писателя романы «Сирены Титана», «Мать Тьма», «Колыбель для кошки», и «Завтрак для чемпионов».
Воннегут родился в Индианаполисе в семье американцев немецкого происхождения. Его отец, Курт Воннегут-старший, был преуспевающим архитектором, а мать Эдит Либер — светской львицей, дочерью богатого промышленника. В годы Великой депрессии семьи Воннегутов и Либеров обеднели, и Курт рос в достаточно стеснённых условиях. В годы учёбы в общеобразовательной школе Курт увлёкся журналистикой, тогда же сформировалось его оригинальное чувство юмора. По окончании школы в 1940 году он хотел стать журналистом в местной газете, но, по настоянию отца, поступил на химический факультет Корнеллского университета. В отличие от своего старшего брата Бернарда, Курт не испытывал интереса к науке и бо́льшую часть времени тратил на работу в университетской газете. В результате в 1943 году он был отчислен, записался добровольцем в армию и в декабре 1944 года оказался на фронте. 19 декабря 1944 года он попал в плен, после чего был отправлен на принудительные работы в Дрезден, где 14 февраля следующего года пережил разрушительную бомбардировку. Вместе с самоубийством матери в том же году данное событие стало определяющим для становления мировоззрения писателя. После войны Воннегут попытался завершить образование, затем некоторое время работал в General Electric. С 1950 года он начал профессионально заниматься литературой и вначале писал рассказы разных жанров для глянцевых журналов. Первый роман Воннегута «Механическое пианино» вышел в 1952 году, принеся писателю ограниченную известность среди любителей фантастики. Этот и несколько последующих романов были проигнорированы критикой, не относивших писателя к серьёзным авторам. Перелом в критическом восприятии писателя произошёл в 1969 году, когда роман «Бойня номер пять, или Крестовый поход детей» стал литературной сенсацией, принеся Воннегуту мировое признание. Следующие романы были приняты менее восторженно, но тем не менее регулярно попадали в списки бестселлеров. С начала 1970-х годов Воннегут начал карьеру оратора и публициста, выпустив несколько сборников выступлений, интервью и автобиографических эссе. В своих публичных выступлениях он нередко затрагивал проблемы разоружения, экологии и феминизма. Последний роман Воннегута «Времетрясение» вышел в 1997 году, а последний сборник эссе «Человек без страны» — в 2005 году. Курт Воннегут был дважды женат. У него было семеро детей: трое родных от первого брака с Джейн Кокс, трое усыновлённых племянников и приёмная дочь во втором браке с Джилл Кременц.
С творчеством Воннегута связана обширная критическая традиция. На раннем этапе литературоведов преимущественно интересовал вопрос, каким образом произведения писателя соотносятся с существующими литературными традициями. Сам Воннегут отказывался считать себя писателем-фантастом или представителем иных стилей. Как правило, романы Воннегута относят к литературе постмодернизма, находя, впрочем, черты и других направлений. С конца 1980-х годов увеличилось число исследований, рассматривающих произведения с точки зрения выражения в них определённых концепций, существуют психиатрические, мифологические, гуманистические, марксистские и многие другие трактовки.

## Биография

### Становление

#### Происхождение. Семья
Согласно распространённой точке зрения, основополагающим фактом биографии Курта Воннегута является его принадлежность к семье немецкого происхождения. Основным источником сведений о предках писателя является исследование его родственника Джона Рауха, пересказанное в одной из частей «автобиографического коллажа» «Вербное воскресенье».
Первое, что счёл необходимым заявить Воннегут о своих предках, это то, что они «из поколения в поколение слыли людьми образованными и … не были рабами, наверное, со времён римских гладиаторов». Прапрадед будущего писателя, саксонец Якоб Шрамм происходил из семьи торговцев зерном. С собой в Индиану он привёз не только 5000 долларов, но и 600 книг и мейсенский обеденный сервиз. Впоследствии он разбогател, стал крупным землевладельцем, совершил кругосветное путешествие и написал книгу советов для немецких эмигрантов. Его единственная дочь Матильда вышла замуж за Генри Шнулля. Последний, получив от тестя стартовый капитал, занялся оптовой торговлей бакалейными товарами и тоже разбогател. Прародитель с отцовской стороны Клемент Воннегут родился в немецком городе Мюнстере в 1824 году. Там он получил среднее образование, знал латынь и греческий, свободно говорил по-французски. Хотя и был воспитан в католической вере, он был вольнодумцем, восхищался Вольтером. В 1848 году он эмигрировал в США и в Индианаполисе стал партнёром в небольшой скобяной лавке, а затем единственным владельцем компании «Скобяные изделия Воннегута». Как многолетний глава Образовательного совета Индианаполиса он заслужил уважение в городе. Из всех своих предков Курт Воннегут-младший выделял именно Клемента, «скептика, отвергающего веру в непознаваемое».
Прапрадед с материнской стороны, ветеран Гражданской войны Петер Либер в 1865 году купил крупнейшую в Индианаполисе пивоварню, которую несколько десятилетий спустя продал британскому синдикату. В 1893 году он вернулся в Германию в качестве генерального консула в Дюссельдорфе. Там он купил замок на Рейне — в нём подолгу гостила его внучка, мать писателя. Управляющим пивоварни стал сын Петера, Альберт (Albert Lieber). Согласно семейной хронике, Альберт присваивал всё, что превышало установленную владельцами норму прибыли, что позволяло ему жить на широкую ногу. Женой Альберта Либера была Алиса Барус, дочь профессора Карла Баруса, «первого настоящего преподавателя пения, скрипки и фортепиано в городе».
Сын Клемента Воннегута Бернард не пошёл по стопам отца, а, окончив Массачусетский технологический институт, стал архитектором. Вместе с напарником Артуром Боном он создал архитектурное бюро «Vonnegut & Bohn». Сын Бернарда, Курт Воннегут-старший, с 1890 по 1899 год получал начальное образование в Индианаполисе, а затем три года учился в Американском колледже германского Страсбурга. Там он изучил немецкий язык, приобрёл немецкие привычки и стал поклонником немецкой классической музыки. В 1908 году Курт Воннегут-старший окончил Массачусетский технологический институт и, после смерти отца, продолжил обучение в Берлине. В 1910 году он вернулся на родину и стал партнёром в фирме «Vonnegut & Bohn».
22 ноября 1913 года Курт Воннегут-старший женился на Эдит Либер, дочери Альберта Либера. Венчание состоялось в соборе унитарианской церкви, что стало компромиссом между вольнодумством Воннегутов и протестантизмом Либеров. На пышном торжестве в отеле «Клейпул» присутствовали родственники со стороны жениха и невесты и их знакомые общим числом около 600 человек. От этого брака родилось трое детей: Бернард (1914—1997), Алиса (1917—1958) и Курт. Вначале молодожёны жили в умеренной роскоши, держали слуг, гувернанток и ни в чём себе не отказывали, но с началом Первой мировой войны финансовое положение Воннегутов начало стремительно ухудшаться. Из-за ухудшения отношения к немцам сократились заказы фирмы «Vonnegut & Bohn», а после принятия Сухого закона разорился Альберт Либер. Тем не менее сбережения позволили безбедно прожить 1920-е годы. Старшие дети получили образование в частных школах, а полученное в 1929 году наследство Наннет Шнулль дало возможность приобрести участок в городе и построить на нём красивый трёхэтажный дом. С наступлением Великой депрессии строительные заказы прекратились, и Воннегут-старший на десятилетие остался без работы. Эдит распродавала фамильный хрусталь и фарфор и пыталась сочинять рассказы для газет и журналов. Стремясь сохранить прежний уровень жизни, Воннегуты потратили остатки наследства на трёхнедельное путешествие в Париж. Большой дом выставили на продажу, но покупатель нашёлся только в 1939 году. На остатки средств семья приобрела участок в предместье Уильямс-Крик, и к 1941 году Воннегут-старший завершил там строительство нового, более скромного дома.
| \| \| \| \| \| \| \| \| \| \| \| \| \| \| \| \| \| \| \| \| Клемент Воннегут-ст. (1824—1906) \| \| \| \| \| \| \| \| \| \| \| \| \| \| \| \| \| \| \| \| \| \| \| \| \| \| \| \| \| \| \| \| \| \| \| \| \| \| \| \| \| \| \| \| \| \| \| \| \| \| \| \| \| \| Бернард Во́ннегут (1855—1908) \| \| \| \| \| \| \| \| \| \| \| \| \| \| \| \| \| \| \| \| \| \| \| \| \| \| \| \| \| \| \| \| \| \| \| \| \| \| \| \| \| \| \| \| \| \| \| \| \| \| \| \| \| \| Иоганн Бланк \| \| \| \| \| \| \| \| \| \| \| \| \| \| \| \| \| \| \| \| \| \| \| \| \| \| \| \| \| \| \| \| \| \| \| \| \| \| \| \| \| \| \| \| \| \| \| \| \| \| \| \| \| \| Катарина Бланк \| \| \| \| \| \| \| \| \| \| \| \| \| \| \| \| \| \| \| \| \| \| \| \| \| \| \| \| \| \| \| \| \| \| \| \| \| \| \| \| \| \| \| \| \| \| \| \| \| \| \| \| \| \| Анна Мария Огер \| \| \| \| \| \| \| \| \| \| \| \| \| \| \| \| \| \| \| \| \| \| \| \| \| \| \| \| \| \| \| \| \| \| \| \| \| \| \| \| \| \| \| \| \| \| \| \| \| \| \| \| \| \| Курт Воннегут-ст. \| \| \| \| \| \| \| \| \| \| \| \| \| \| \| \| \| \| \| \| \| \| \| \| \| \| \| \| \| \| \| \| \| \| \| \| \| \| \| \| \| \| \| \| \| \| \| \| \| \| \| \| \| \| Генри Шнулль \| \| \| \| \| \| \| \| \| \| \| \| \| \| \| \| \| \| \| \| \| \| \| \| \| \| \| \| \| \| \| \| \| \| \| \| \| \| \| \| \| \| \| \| \| \| \| \| \| \| \| \| \| \| Нанетт Шнулль \| \| \| \| \| \| \| \| \| \| \| \| \| \| \| \| \| \| \| \| \| \| \| \| \| \| \| \| \| \| \| \| \| \| \| \| \| \| \| \| \| \| \| \| \| \| \| \| \| \| \| \| \| \| Якоб Шрамм \| \| \| \| \| \| \| \| \| \| \| \| \| \| \| \| \| \| \| \| \| \| \| \| \| \| \| \| \| \| \| \| \| \| \| \| \| \| \| \| \| \| \| \| \| \| \| \| \| \| \| \| \| \| Матильда Шрамм \| \| \| \| \| \| \| \| \| \| \| \| \| \| \| \| \| \| \| \| \| \| \| \| \| \| \| \| \| \| \| \| \| \| \| \| \| \| \| \| \| \| \| \| \| \| \| \| \| \| \| \| \| \| Юлия Юнганс \| \| \| \| \| \| \| \| \| \| \| \| \| \| \| \| \| \| \| \| \| \| \| \| \| \| \| \| \| \| \| \| \| \| \| \| \| \| \| \| \| \| \| \| \| \| \| \| \| \| \| \| \| \| Курт Воннегут-мл. \| \| \| \| \| \| \| \| \| \| \| \| \| \| \| \| \| \| \| \| \| \| \| \| \| \| \| \| \| \| \| \| \| \| \| \| \| \| \| \| \| \| \| \| \| \| \| \| \| \| \| \| \| \| Петер Либер \| \| \| \| \| \| \| \| \| \| \| \| \| \| \| \| \| \| \| \| \| \| \| \| \| \| \| \| \| \| \| \| \| \| \| \| \| \| \| \| \| \| \| \| \| \| \| \| \| \| \| \| \| \| Альберт Либер (1863—1903) \| \| \| \| \| \| \| \| \| \| \| \| \| \| \| \| \| \| \| \| \| \| \| \| \| \| \| \| \| \| \| \| \| \| \| \| \| \| \| \| \| \| \| \| \| \| \| \| \| \| \| \| \| \| София Сен-Андр \| \| \| \| \| \| \| \| \| \| \| \| \| \| \| \| \| \| \| \| \| \| \| \| \| \| \| \| \| \| \| \| \| \| \| \| \| \| \| \| \| \| \| \| \| \| \| \| \| \| \| \| \| \| Эдит Либер \| \| \| \| \| \| \| \| \| \| \| \| \| \| \| \| \| \| \| \| \| \| \| \| \| \| \| \| \| \| \| \| \| \| \| \| \| \| \| \| \| \| \| \| \| \| \| \| \| \| \| \| \| \| Карл Барус \| \| \| \| \| \| \| \| \| \| \| \| \| \| \| \| \| \| \| \| \| \| \| \| \| \| \| \| \| \| \| \| \| \| \| \| \| \| \| \| \| \| \| \| \| \| \| \| \| \| \| \| \| \| Алиса Барус \| \| \| \| \| \| \| \| \| \| \| \| \| \| \| \| \| \| \| \| \| \| \| \| \| \| \| \| \| \| \| \| \| \| \| \| \| \| \| \| \| \| \| \| \| \| \| \| \| \| \| \| \| \| Алиса Моллман \| \| \| \| \| \| \| \| \| \| \| \| \| \| \| \| \| \| \| \| \| \| \| \| \| \| \| \| \| \| \| \| \| \| \| \| \| \| \| \| \| \| \| \| \| \| \| \| \| \| \| \| |                                  |  |  |  |  |  |  |  |  |  |  |  |  |  |  |  |
| |                                  |  |  |  |  |  |  |  |  |  |  |  |  |  |  |  |
| | Клемент Воннегут-ст. (1824—1906) |  |  |  |  |  |  |  |  |  |  |  |  |  |  |  |
| |                                  |  |  |  |  |  |  |  |  |  |  |  |  |  |  |  |
| |                                  |  |  |  |  |  |  |  |  |  |  |  |  |  |  |  |
| | Бернард Во́ннегут (1855—1908)     |  |  |  |  |  |  |  |  |  |  |  |  |  |  |  |
| |                                  |  |  |  |  |  |  |  |  |  |  |  |  |  |  |  |
| |                                  |  |  |  |  |  |  |  |  |  |  |  |  |  |  |  |
| | Иоганн Бланк                     |  |  |  |  |  |  |  |  |  |  |  |  |  |  |  |
| |                                  |  |  |  |  |  |  |  |  |  |  |  |  |  |  |  |
| |                                  |  |  |  |  |  |  |  |  |  |  |  |  |  |  |  |
| | Катарина Бланк                   |  |  |  |  |  |  |  |  |  |  |  |  |  |  |  |
| |                                  |  |  |  |  |  |  |  |  |  |  |  |  |  |  |  |
| |                                  |  |  |  |  |  |  |  |  |  |  |  |  |  |  |  |
| | Анна Мария Огер                  |  |  |  |  |  |  |  |  |  |  |  |  |  |  |  |
| |                                  |  |  |  |  |  |  |  |  |  |  |  |  |  |  |  |
| |                                  |  |  |  |  |  |  |  |  |  |  |  |  |  |  |  |
| | Курт Воннегут-ст.                |  |  |  |  |  |  |  |  |  |  |  |  |  |  |  |
| |                                  |  |  |  |  |  |  |  |  |  |  |  |  |  |  |  |
| |                                  |  |  |  |  |  |  |  |  |  |  |  |  |  |  |  |
| | Генри Шнулль                     |  |  |  |  |  |  |  |  |  |  |  |  |  |  |  |
| |                                  |  |  |  |  |  |  |  |  |  |  |  |  |  |  |  |
| |                                  |  |  |  |  |  |  |  |  |  |  |  |  |  |  |  |
| | Нанетт Шнулль                    |  |  |  |  |  |  |  |  |  |  |  |  |  |  |  |
| |                                  |  |  |  |  |  |  |  |  |  |  |  |  |  |  |  |
| |                                  |  |  |  |  |  |  |  |  |  |  |  |  |  |  |  |
| | Якоб Шрамм                       |  |  |  |  |  |  |  |  |  |  |  |  |  |  |  |
| |                                  |  |  |  |  |  |  |  |  |  |  |  |  |  |  |  |
| |                                  |  |  |  |  |  |  |  |  |  |  |  |  |  |  |  |
| | Матильда Шрамм                   |  |  |  |  |  |  |  |  |  |  |  |  |  |  |  |
| |                                  |  |  |  |  |  |  |  |  |  |  |  |  |  |  |  |
| |                                  |  |  |  |  |  |  |  |  |  |  |  |  |  |  |  |
| | Юлия Юнганс                      |  |  |  |  |  |  |  |  |  |  |  |  |  |  |  |
| |                                  |  |  |  |  |  |  |  |  |  |  |  |  |  |  |  |
| |                                  |  |  |  |  |  |  |  |  |  |  |  |  |  |  |  |
| | Курт Воннегут-мл.                |  |  |  |  |  |  |  |  |  |  |  |  |  |  |  |
| |                                  |  |  |  |  |  |  |  |  |  |  |  |  |  |  |  |
| |                                  |  |  |  |  |  |  |  |  |  |  |  |  |  |  |  |
| | Петер Либер                      |  |  |  |  |  |  |  |  |  |  |  |  |  |  |  |
| |                                  |  |  |  |  |  |  |  |  |  |  |  |  |  |  |  |
| |                                  |  |  |  |  |  |  |  |  |  |  |  |  |  |  |  |
| | Альберт Либер (1863—1903)        |  |  |  |  |  |  |  |  |  |  |  |  |  |  |  |
| |                                  |  |  |  |  |  |  |  |  |  |  |  |  |  |  |  |
| |                                  |  |  |  |  |  |  |  |  |  |  |  |  |  |  |  |
| | София Сен-Андр                   |  |  |  |  |  |  |  |  |  |  |  |  |  |  |  |
| |                                  |  |  |  |  |  |  |  |  |  |  |  |  |  |  |  |
| |                                  |  |  |  |  |  |  |  |  |  |  |  |  |  |  |  |
| | Эдит Либер                       |  |  |  |  |  |  |  |  |  |  |  |  |  |  |  |
| |                                  |  |  |  |  |  |  |  |  |  |  |  |  |  |  |  |
| |                                  |  |  |  |  |  |  |  |  |  |  |  |  |  |  |  |
| | Карл Барус                       |  |  |  |  |  |  |  |  |  |  |  |  |  |  |  |
| |                                  |  |  |  |  |  |  |  |  |  |  |  |  |  |  |  |
| |                                  |  |  |  |  |  |  |  |  |  |  |  |  |  |  |  |
| | Алиса Барус                      |  |  |  |  |  |  |  |  |  |  |  |  |  |  |  |
| |                                  |  |  |  |  |  |  |  |  |  |  |  |  |  |  |  |
| |                                  |  |  |  |  |  |  |  |  |  |  |  |  |  |  |  |
| | Алиса Моллман                    |  |  |  |  |  |  |  |  |  |  |  |  |  |  |  |
| |                                  |  |  |  |  |  |  |  |  |  |  |  |  |  |  |  |
| |                                  |  |  |  |  |  |  |  |  |  |  |  |  |  |  |  |

#### Детство и юность

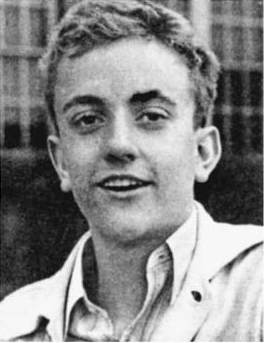
Курт Воннегут, фото из выпускного школьного альбома, 1940 год

Курт Воннегут родился 11 ноября 1922 года, в День перемирия. Много позднее писатель испытывал гордость от того, что его рождение пришлось на день, связанный с идеей мира. Сам себя он относил к поколению Великой депрессии, наряду со своими писателями-ровесниками Джеймсом Джонсом, Джозефом Хеллером и Норманом Мейлером. Как вспоминал писатель, благополучные 1920-е годы ему не запомнились, а сформировавшийся в кризисные 1930-е годы «эгалитарный стиль» стал одним из ценных приобретений детства. Индианаполис, штат Индиана, где родился Курт, неоднократно упоминается в его произведениях как олицетворение ценностей американского среднего класса. Хотя некоторые из построек «Vonnegut and Bohn» признавали украшением города, Воннегут-старший не пользовался репутацией выдающегося архитектора и занимался преимущественно проектами офисных или коммерческих зданий. В 1920-е годы фирма выполнила несколько крупных подрядов, включая строительство большого склада, театра и штаб-квартиры Bell Telephone Company. Работа над зданиями отделений телефонной компании требовала архитектурного надзора, и маленький Курт часто сопровождал отца в его рабочих поездках по штату. В 1924 году Воннегуты с двумя старшими детьми съездили в Гамбург на свадьбу тёти Ирмы, вышедшей замуж за немца, плантатора в Гондурасе, а малыш Курт-младший остался на попечении бездетного дяди Алекса и его жены. На лето Воннегуты снимали дом на полуострове Кейп-Код. В 1928 году мальчика записали в частную Орчард-скул, в которой дети активно вовлекались в разнообразную созидательную деятельность; впоследствии писатель с благодарностью вспоминал директора школы Хиллиса Хоуи (Hillis L. Howie). Депрессия привела к краху строительной отрасли, и с 1929 по 1940 год Воннегут-старший сидел без работы. Его решением стало отойти от активной жизни, стать «спящим художником», сидеть дома, слушая любимую музыку, и пополнять коллекцию оружия. Защищая право отца на такой выбор, Воннегут-младший сожалел о том, что в результате прервалось их личное общение. Не меньшим было влияние Депрессии на психическое состояние матери. В автобиографическом романе «Времетрясение» (1997) автор замечает, что его «мать имела пагубное пристрастие к богатой жизни, к толпам слуг, к неограниченным кредитам, к грандиозным званым обедам, к регулярным поездкам в Европу первым классом. Так что можно сказать, что всю Великую депрессию её преследовал синдром отнятия». Эдит пыталась заняться сочинительством, но без успеха. Позднее Курт отмечал, что его мать была хорошим писателем, но у неё не было востребованного издателями таланта к вульгарности, которым он сам обладал в избытке. Осознание невозможности «остаться тем же, чем она была, когда выходила замуж, — одной из богатейших женщин в городе» привело к развитию психического заболевания, завершившегося самоубийством в 1944 году.
По мнению крупного специалиста по жизни и творчеству Воннегута Джерома Клинковица (Jerome Klinkowitz), Великая депрессия стала для писателя даже более травмирующим событием, чем пережитая им в 1945 году бомбардировка Дрездена. В начале 1930-х, когда благосостояние семьи было окончательно утрачено, мальчика перевели из частной школы в обычную начальную школу № 43, потом в 1936 году в Шортриджскую среднюю школу. В отличие от матери, Курт счёл такую перемену к лучшему. В новой школе круг его знакомств расширился, восполняя дефицит общения в семье. Как самому младшему, ему было сложно вклиниваться в разговоры Бернарда и Алисы с отцом. На многолюдных встречах родственников все говорили по-немецки, а этим языком Курт не владел. Одним из способов привлечения к себе внимания стали шутки, и, совершенствуясь, он много слушал комедийные радиопередачи. В предисловии к сценарию фильма «Между временем и Тимбукту» Воннегут высоко оценивал американских комиков и говорил, что «больше всего обязан Лорелу и Харди, Ступнейгелу и Баду, Бастеру Китону, Фреду Аллену, Джеку Бенни, Чарли Чаплину, „Easy Aces“, Генри Моргану и иже с ними». «Освежающая невинность» юмора комедийного дуэта Боба и Рэя проистекала, пояснял он, из того, что они показывали не сломленных неудачами людей, а смеялись над собственной и чужой глупостью. Воннегут рос в читающей семье и много читал взрослым. Из классической литературы он рано познакомился с древнегреческой комедией: в возрасте 14 лет своей разнузданностью его привлёк Аристофан. Отмечаемые многими критиками черты сходства во взглядах с Марком Твеном сам писатель считал малоинтересной «игрой», выделяя только тот факт, что оба они «ассоциировались с врагами в большой войне» (в Гражданскую войну Твен воевал на стороне Конфедерации). Из непосредственных литературных влияний Воннегут указывал на Генри Торо, чей стиль он брал за образец в молодости, Роберта Льюиса Стивенсона, чьему мастерству рассказчика подражал в рассказах 1950-х годов. Своим любимым писателем Воннегут неоднократно называл Джорджа Оруэлла: «мне нравится его внимание к бедным, мне нравится его социализм, мне нравится его простота», — сказал он в одном из интервью.
Из взрослых в детстве Курту были наиболее близки двое: младший брат отца Алекс и афроамериканка Ида Янг, домработница. Дядя Алекс был социалистом и приобщил племянника к чтению «Теории праздного класса» Торстейна Веблена. Влияние Иды Янг было в сфере житейской мудрости; в одном из своих интервью Воннегут говорил, что её влияние на него было наибольшим. Важнейшим занятием школьных лет позднее Воннегут называл работу в школьной ежедневной газете «Shortridge Echo». Работая в ней вначале репортёром, а затем колумнистом и редактором, он открыл в себе писательский талант. Юная, но взыскательная аудитория не прощала ошибок, и если автор плохо делал свою работу, он получал «кучу дерьма в 24 часа». Осознав, что хороших читателей так же мало, как и хороших писателей, Воннегут научился писать проще, выверять пунктуацию и ставить больше пробелов. По мнению друга писателя, литературоведа Уильяма Аллена, в течение всей своей дальнейшей литературной карьеры Воннегут следовал усвоенным в детстве простым правилам журналистики: правильно обращаться с фактами, использовать простые повествовательные структуры и повествовательные предложения.
Окончив в мае 1940 года Шортриджскую школу, Курт Воннегут получил предложение о работе от «Indianapolis Times» и хотел остаться в Индианаполисе. Однако по настоянию отца, который считал увлечения своего сына историей, литературой и философией бесполезной тратой денег и времени, Курт был определён на химический факультет Корнеллского университета. Предпосылкой такого выбора был пример брата Бернарда, который в 1939 году получил степень Ph.D. по химии в Массачусетском технологическом институте. Покинув Индианаполис, Воннегут никогда больше подолгу не жил в родном городе, но всегда продолжал осознавать себя как хужера, выходца из Индианы. В 1986 году, произнося речь в Публичной библиотеке Индианаполиса, он говорил: «Все мои шутки из Индианаполиса. Все мои привязанности из Индианаполиса. Мои аденоиды из Индианаполиса. Если я когда-нибудь отделюсь от Индианаполиса, я останусь не у дел. Всё, что людям нравится во мне, — это Индианаполис».
По утверждению официального вестника Корнеллского университета, «отвращение Воннегута к химии оказалось благом для американской литературы». Суммарно он проучился в этом учебном заведении три года, так его и не окончив. Бо́льшую часть времени Курт посвящал работе в «The Cornell Daily Sun», старейшей независимой ежедневной студенческой газете США. Выбранный из трёх десятков претендентов, вначале он вёл колонку, для которой несколько раз в неделю писал юмористические заметки. Курт быстро усвоил принятый в газете стиль, основным элементом которого была краткость: по мнению редакторов «Сан», длинные абзацы огорчают читателя и выглядят уродливо. Конкурентом «Сан» был юмористический журнал «Cornell Widow», с чьими сотрудниками Курт поддерживал отношения. За три года в Итаке Воннегут отточил свой писательский стиль и узнал достаточно о науке, чтобы поддерживать разговор и представлять себе влияние технологий на общество. Позднее он отмечал, что, как и учёные наподобие его брата, он задаёт вопросы «что если», но только отвечает на них не в ходе экспериментов, а описывая невероятные ситуации в своих произведениях. Такие умственные эксперименты заставляют читателя глубже задумываться о мире вокруг себя и своём месте в нём. С началом Второй мировой войны в своей колонке Курт неоднократно обращался к политическим вопросам. В одной из заметок он защищал непопулярные изоляционистские взгляды Чарльза Линдберга, в другой — критиковал антигерманские настроения американской прессы. По воле случая Курт оказался выпускающим редактором вечером 7 декабря 1941 года, и именно ему довелось оповестить университет о том, что Япония напала на США. Много лет спустя коллега Воннегута по редакторской работе Саймон Миллер Харрис вспоминал, что будущий писатель воспринимал тогда своё пребывание в университете как временное, пока Военное министерство слушает образовательное лобби, желающее сохранить колледжи на плаву.
Журналистика была не единственным, что интересовало Курта Воннегута в предвоенные годы. Стремительно развивались отношения с Джейн Мэри Кокс (Jane Marie Cox), с которой он дружил со времён Орчард-скул. Её семья англо-ирландского происхождения принадлежала к тому же социальному слою, что и Воннегуты. Влюблённые часто обсуждали будущую семейную жизнь, наполненную книгами, музыкой и детьми, которых планировалось не меньше семи. Джейн поступила в Суортмор-колледж, и Курт часто писал ей письма с признаниями в любви, в то время как Джейн вела в Суортморе довольно активную светскую жизнь и часто ходила на свидания.

#### Вторая мировая, плен и бомбардировка Дрездена

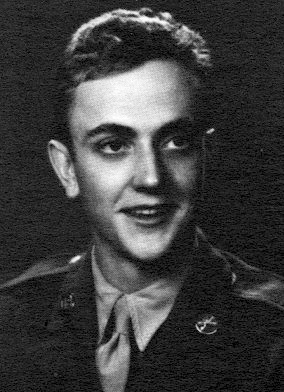
Курт Воннегут в военной форме

Со вступлением США во Вторую мировую войну студенческие вечеринки были запрещены, и пребывание в Корнелле стало для Курта совершенно непереносимым. В мае 1942 года его уведомили, что при сохранении текущего уровня успеваемости его вскоре отчислят. Стремясь избежать службы по призыву, Воннегут записался на офицерские курсы Корпуса подготовки офицеров запаса, но тоже был отчислен вследствие «катастрофического недопонимания», вызванного одной из его статей. Лето молодой человек провёл работая на ферме у родственников Глоссенбреннеров, но и там нельзя было забыть о войне: ветеран Первой мировой дядя Дэн записался в армию, а его сын Вальтер учился на пилота. Другой кузен со стороны Воннегутов поступил в Корпус армейской авиации. Брат Бернард, как перспективный молодой учёный, избежал призыва, но плодотворно работал на армию в лабораториях Hartford-Empire и MIT. В декабре Курт заболел пневмонией, завалил зимнюю сессию в январе 1943 года и был отчислен. Не дожидаясь призыва, он попытался добровольно записаться на военную службу, но был признан непригодным по состоянию здоровья и из-за избыточного веса. Вторая попытка в марте оказалась успешной, и вскоре под номером 12102964 рядового Курта Воннегута — младшего отправили в Форт-Брэгг, Северная Каролина. Во время военных сборов он научился обращаться с 240-миллиметровой гаубицей M1, стреляющей огромными 130-килограммовыми снарядами, но не получил никакой пехотной подготовки. Затем по результатам тестирования Воннегут был включён в Специализированную программу военной подготовки (ASTP). Изначально предполагалось, что обучение продлится 18 месяцев, и окончившие его станут офицерами. Сначала Воннегут изучал основы инженерного дела в университете Карнеги, а затем более углублённо в университете Теннесси. К 1944 году армия уже не испытывала острой потребности в офицерах, и участников ASTP начали перебрасывать в Европу. Курт пытался устроиться по журналистской части, но ему не удалось. Его зачислили в 106-ю пехотную дивизию и направили в Кэмп-Аттербери близ Индианаполиса для тренировки на разведчика. В городе как раз находилась Джейн, и Курт попытался связаться с ней, не зная, что в это время она уже почти обручилась с другим. Родители к тому времени переехали в Уильямс-Крик, где Воннегут-старший построил скромный двухэтажный дом. С появлением военных заказов у него появилась работа, но для Эдит переезд из большого дома стал очередным шагом вниз. Продав оставшиеся облигации, они в начале 1940 года успели съездить в последний раз в Париж. Курт по выходным отдыхал дома, и в один из таких дней, на День матери, Эдит скончалась, приняв большую дозу снотворного.
Лето и начало сентября 1944 года прошли в сборах и подготовке к отправке в Европу. Джейн Мэри Кокс тем временем получила диплом историка в Суортморе и поступила на работу в Управление стратегических служб (OSS), будущее ЦРУ, и уехала в Вашингтон. 106-я дивизия стала последней из американских дивизией, скомплектованной по мобилизации. 17 октября солдаты отплыли из США и без затруднений доплыли до Англии. Две недели заняли приготовления в Челтнеме, и только в конце ноября был получен приказ выступать. 6 декабря 1944 года 423-й пехотный полк, где служил Воннегут, высадился в Гавре. Боевое крещение новобранцев произошло в горном районе Шне-Айфель, где они встретились с германскими войсками, в ходе Арденнской операции наступающими в направлении Сен-Вита. 423-й полк выдвинулся сильно вперёд и был отрезан от основных сил. Три дня совместно с 424-м полком он пытался удерживать позиции, но обещанные подкрепления не поступали. 19 декабря полковник Чарльз Кавендер (Charles Cavender) отправил шесть человек, включая Курта, на поиски американской артиллерии. Блуждая по заснеженным холмам, они наткнулись на 50 других американцев, а затем все вместе были захвачены немцами. Хотя Курт плохо говорил по-немецки, он смог сообщить о своём немецком происхождении. После освобождения в письме к отцу он написал:

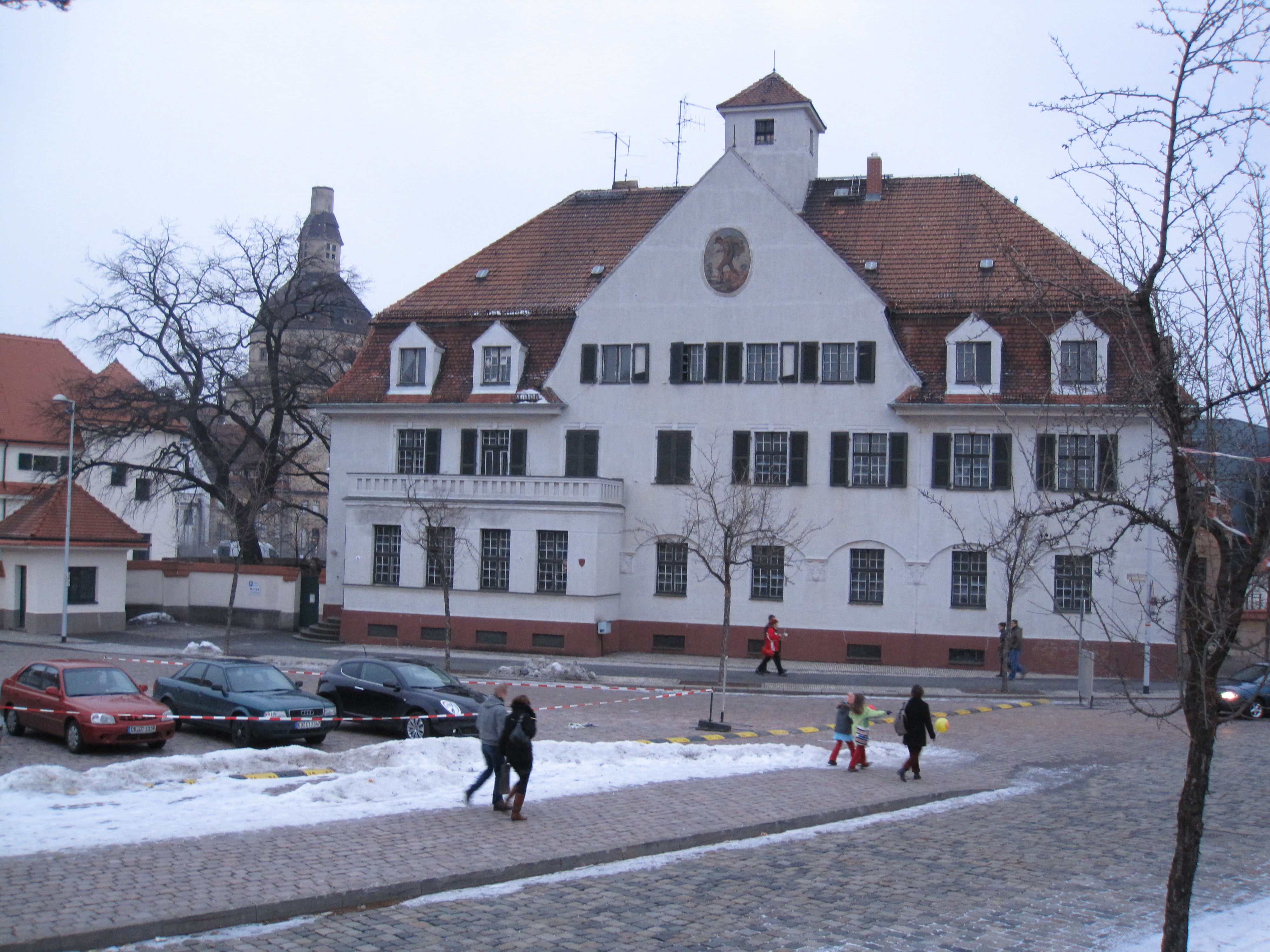
Скотобойня номер пять, в которой Воннегут пережил бомбардировку Дрездена

Семь танковых дивизий извергов отрезали нас от остальной части Первой армии Ходжеса. Другим американским дивизиям на наших флангах удалось отойти. Мы же были вынуждены стоять и сражаться. Штыки не слишком хороши против танков. Боеприпасы, продовольствие и медикаменты исчерпались, а наши потери превысили число тех, кто ещё мог сражаться, — и мы сдались. <…> Я был одним из немногих, кто не был ранен. И на том спасибо Богу.
Оригинальный текст (англ.)Seven Fanatical Panzer Divisions hit us and cut us off from the rest of Hodges' First Army. The other American Divisions on our flanks managed to pull out: We were obliged to stay and fight. Bayonets aren't much good against tanks: Our ammunition, food and medical supplies gave out and our casualties out-numbered those who could still fight - so we gave up. ... I was one of the few who weren't wounded. For that much thank God. 

Вначале Воннегута, вместе с несколькими тысячами других военнопленных, отправили в лагерь Шталаг IX-B около города Бад-Орб, но там их отказались принимать. Шталаг IV-B близ Мюльберга также был переполнен, и Воннегут несколько дней бродил по снегу вокруг лагеря. Через три дня, согласно Женевской конвенции, он смог отправить открытку домой. Письмо шло несколько месяцев, в течение которых родственники думали, что Курт пропал без вести. Та же конвенция требовала, чтобы он, как рядовой, отрабатывал своё содержание в плену, и в числе 150 военнопленных Воннегут был отобран в Arbeitskommando 557 и отправлен в Дрезден. Ежедневный рацион американцев состоял из 250 грамм чёрного хлеба и пинты картофельного супа. Воннегут был назначен старостой группы военнопленных, поскольку после двух лет в университете мог немного говорить по-немецки. После того как он сказал охранникам, что с ними сделает, когда придут русские, был избит и лишён статуса старосты. Вместе с другими заключёнными Курт сначала разбирал завалы на улицах, а затем работал на фабрике, производящей витаминный сироп для беременных. На ночь пленных запирали на бездействующей скотобойне номер пять, а во время воздушных тревог уводили в подвал, где раньше хранились туши животных. Благодаря этому Воннегуту удалось выжить во время бомбардировки Дрездена 14 февраля 1945 года. Налёт авиации союзников практически полностью уничтожил город и огромное число мирных жителей. Переживания Воннегута, участвовавшего в разборе завалов и сжигании трупов, нашли отражение во многих произведениях, среди которых и роман «Бойня номер пять, или Крестовый поход детей», принёсший автору известность.
Когда американские войска захватили Лейпциг, находящийся недалеко от Дрездена, Воннегута в числе других военнопленных переправили на восток, ближе к Судетской области. Он был освобождён в мае 1945 года войсками Красной Армии. Через Дрезден Воннегута направили в транзитный лагерь Лаки Страйк, а затем на родину. По возвращении в США Курт был произведён в капралы и награждён медалью «Пурпурное сердце» в связи с перенесённым обморожением. Сам Воннегут отнёсся к награде скептически, как полученной за «до смешного незначительное ранение». Также он отмечал, что никого за время войны не убил.

#### Первые послевоенные годы в Чикаго

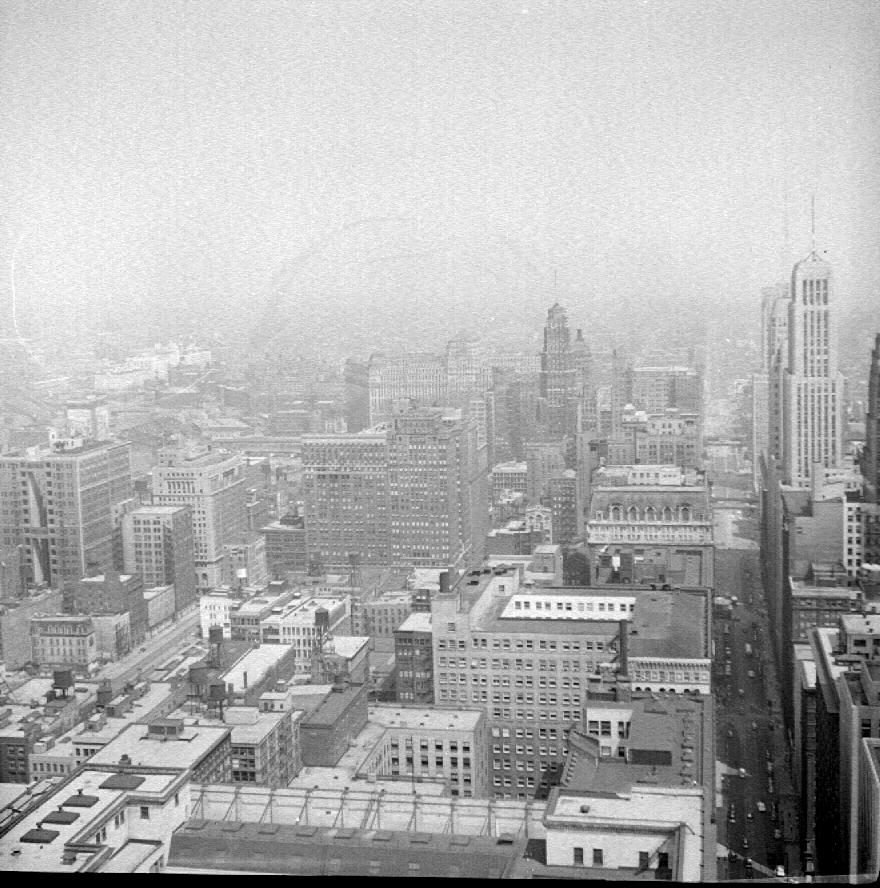
Чикаго в 1940-х годах

После возвращения в США Курт Воннегут был направлен на канцелярскую работу в Форт-Райли, Канзас. Оттуда он начал писать письма Джейн, напоминая ей о себе и своих чувствах. Джейн, в свою очередь, не считала себя связанной обещанием Курту и собиралась выйти замуж за другого. Курт настаивал и по дороге в Индианаполис заехал в Вашингтон, чтобы встретиться с ней. В результате одна длинная прогулка и откровенный разговор смогли изменить ситуацию, они снова были вместе. 4 июля 1945 года Курт наконец добрался до дома. Его крайняя худоба, нездоровый вид и страстный рассказ о пережитых им событиях произвели сильное впечатление на домашних. Джейн приехала с ним, но вскоре вернулась в Вашингтон, увозя обручальное кольцо, переделанное из старого кольца матери Курта. Там она уволилась из OSS, указав в качестве причины предстоящее замужество. Дожидаясь Бернарда, который уехал присутствовать при рождении своего первенца, Курт зашёл в «Indianapolis Times» полистать подшивки и обнаружил, что о бомбардировке Дрездена американцам практически ничего не известно. Свадьбу, первоначально назначенную на 14 сентября, перенесли на две недели, поскольку Курту надо было по армейским делам в Майами. 1 сентября 1945 года Курт и Джейн поженились в Индианаполисе. Бернард, только что получивший приглашение на работу в General Electric, не смог присутствовать. Во время медового месяца, сначала в отеле в French Lick Springs, а затем на озере Максинкуки, Воннегут начал писать свою первую картину, избрав её предметом кресло, и начал читать «Братьев Карамазовых», затем «Войну и мир» и учебник матанализа. Книги русских классиков были частью приданного Джейн, получившей отличное образование в области литературоведения.
Пока он ещё служил в армии, у Воннегута было достаточно свободного времени, и он начал сочинять. Очевидным выбором в качестве темы был его военный опыт. В одном из своих первых рассказов он обратился к гибели своего друга — военнопленного Майкла Палайа (Michael Palaia). Этот и другие рассказы Курт показал Джейн, у которой был опыт редакторской работы в университетском издании. Жена высоко оценила первые литературные опыты Курта. По объявлению она нашла литературного консультанта Скаммона Локвуда (Scammon Lockwood) и послала ему четыре рассказа, охарактеризовав мужа в сопроводительном письме как «потенциального Чехова». Локвуд, согласившись с перспективностью начинающего автора, порекомендовал больше работать и читать классиков, того же Чехова. В декабре 1945 года Воннегуты переехали в Чикаго, где планировали поступить в Чикагский университет. Джейн продолжила обучение славянским языкам и литературе, а Курт воспользоваться правом на образование по закону о льготах ветеранам. Собеседование он прошёл успешно, но сложность представлял выбор факультета, поскольку в университете не учили на журналиста. Достаточно случайным образом Курт выбрал антропологию. В то время молодые супруги часто обсуждали положение в мире, сложившееся после атомной бомбардировки Хиросимы и Нагасаки. После войны Чикаго стал одним из центров антивоенного движения, и преподаватель Курта Роберт Редфилд был его активным участником. Под влиянием Редфилда Воннегут сменил направление обучения, с физической антропологии на культурную. Последняя не требовала естественнонаучной подготовки и не вызывала отторжения, даже нравилась — Курт её сравнивал с поэзией. Из идей Редфилда его наиболее увлекала теория формирования культур в «народных сообществах» (англ. folk society), ставшая теоретической основой пропагандируемой писателем во многих романах идеи расширенной семьи. На летних каникулах 1946 года Курт попытался суммировать свой дрезденский опыт, результатом чего стало эссе «Wailing Shall Be in All Streets». После отказа в «The American Mercury» Воннегут отправил текст в ряд других изданий, но также безрезультатно.
Уже с сентября предыдущего года жизнь молодой семьи стала менее идилличной. Джейн тяжело переносила беременность и ушла из университета, ей требовалась помощь в работе по дому. Сохранилась расписка, в которой Курт обещает как минимум раз в неделю «мыть ванну, туалет, ледник и по углам», выносить мусор и чистить пепельницы, в противном случае он разрешал супруге «пилить и попрекать себя» вне зависимости от того, чем он занят. Тем не менее этого не было достаточно, и в дополнение к учёбе Курту пришлось искать подработку. Таковая нашлась в городском бюро новостей, куда его взяли на подсобные ночные работы.
Старший сын Воннегутов родился 11 мая 1947 года и был назван в честь Марка Твена. После его рождения Курт начал активнее искать «настоящую» работу и даже подал объявление о её поиске, но везде требовалась учёная степень. Пришлось активизировать работу над диссертацией. В то время были актуальны исследования культуры коренных американцев, и Воннегут темой диссертации амбициозно избрал «Сравнение мифологии Пляски Духа с той же мифологией более спокойного времени» («А Comparison of Elements of Ghost Dance Mythology with That Mythology of More Tranquil Period»). В своей работе он предполагал сопоставить сообщество индейцев-сектантов конца XIX века с парижскими кубистами начала XX века. Научный руководитель Воннегута Джеймс Слоткин (James Sydney Slotkin) полагал такое сопоставление уместным, но университет тему отклонил. В августе положение стало критическим — ветеранские деньги заканчивались, в новостном бюро платили очень мало. С учётом критики Курт начал работу над менее амбициозной темой диссертации — «Неустойчивое соотношение между добром и злом в простых сказках» («Fluctuations between Good and Evil in Simple Tales») на основе идей Жоржа Сореля. Внезапно новостное агентство предложило ему перейти на полную ставку репортёра, и Воннегут согласился. Новая работа не оставляла времени на диссертацию, а рассказы отклонялись издателями. С другой стороны, появилось несколько предложений по работе, самое привлекательное из которых было от новостного бюро General Electric, куда Воннегута порекомендовал Бернард. Соврав своему будущему боссу, что уже является обладателем степени по антропологии, Курт принял предложение от GE и покинул Чикаго, так и не окончив университета. Позже, в 1972 году, он всё же получил учёное звание по антропологии от Чикагского университета — за роман «Колыбель для кошки».

#### Работа в General Electric

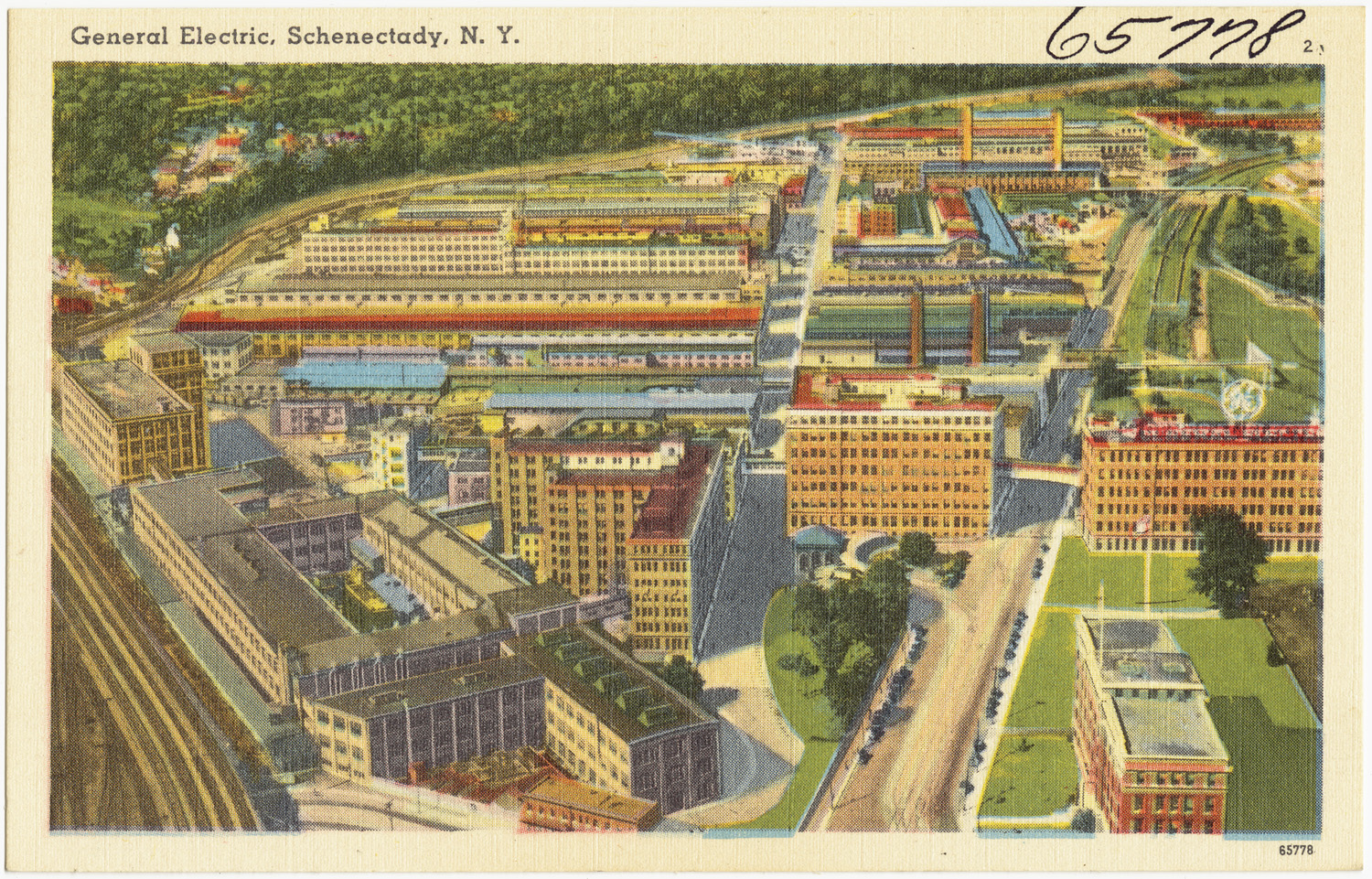
Лаборатории General Electric в Скенектади, начало 1940-х годов

Бернард тепло встретил брата в Скенектади, штат Нью-Йорк, помог найти дом неподалёку от своего в предместье Альплаус — две спальни и кабинет — и объяснил, как пользоваться корпоративной скидкой. В магазине фирмы Курт купил бытовую технику и ожидал прибытия Джейн, которая задержалась в Чикаго. В 1947 году, когда Курт Воннегут устроился в General Electric, компания процветала, продавая товаров на 1,3 миллиарда долларов в год. Её новостное бюро обеспечивало материалами множество изданий, рассчитанных на разную аудиторию. На должности «младшего писателя» (junior writer) Воннегут зарабатывал $90 в неделю — гораздо больше, чем в Чикаго, и втрое больше, чем мог бы получать в Индианаполисе. От сотрудника бюро требовались не стандартные пресс-релизы, как в других компаниях, а высококачественные журналистские материалы, подтверждающие пребывание GE на острие прогресса. Уже через несколько дней после приёма на работу Воннегут подготовил статью для «Нью-Йорк таймс» о новых натриевых лампах. В дальнейшем писатель полюбил промышленность и увлечённо обсуждал с инженерами компании огромные турбины и новые технологии. Одним из наиболее интересных мест была метеорологическая лаборатория, в которой Бернард под руководством известного физика Ирвинга Ленгмюра исследовал ураганы и грозовые тучи.
Несмотря на производственные успехи и даже повышения, Воннегут рассматривал свою работу в GE как временную. Основной целью было писательство, и уже было понятно, что его рассказы о войне спроса не найдут. Из развлекательных литературных жанров популярные журналы охотно печатали детективы, вестерны и научную фантастику, но вначале Воннегут решил попробовать силы в сентиментальной прозе. Рассказы «Руфь» о военной вдове и её свекрови, «Город» о случайной встрече мужчины и женщины на автобусной остановке и «Начальное образование» женские журналы отвергли, как и все прочие до них. Тем не менее Джейн не теряла веру в талант мужа и всячески поддерживала его. Тему для своего первого удачного рассказа, «Мнемотехника», Воннегут нашёл в корпоративной жизни: его герой, незначительный служащий, проходит курс по тренировке памяти, делает карьеру и строит отношения с прекрасной секретаршей. В короткой истории, которую Курт несколько раз переписывал, был юмор, и она «цепляла», но из The New Yorker опять пришёл отказ — возможно, рецензент обратил внимание на сходство с рассказом «Роман биржевого маклера» О. Генри. Ещё один сюжет подсказала нашумевшая история отказа математика Норберта Винера выступать на конференции под эгидой Министерства обороны. Результатом размышлений о том, что будет, если учёный восстанет против мира политиков и военных, стал рассказ «Эффект Барнхауза». В истории не было ни романтики, ни Второй мировой войны, зато присутствовали этический выбор и оптимизм. Курт считал «Барнхауза» очень достойным и, преисполненный надежд, отправил весной 1949 года семь своих рассказов в известное литературное агентство «Russell & Volkening». Агент не решился предложить рассказы кому-либо из своих клиентов, но порекомендовал обратиться в Collier’s или в The Post. Воспользовавшись бесплатным советом, Воннегут отправил «Барнхауза» в оба журнала и получил два отказа. По случаю рецензентом Collier’s оказался старый знакомый Курта из юмористического журнала Cornell Widow Нокс Бергер. Он вспомнил Курта и предложил встретиться и подробно обсудить творчество начинающего писателя. Многодневные разговоры с Бергером ни к чему не привели, рассказы были недостаточно хороши. Воннегут нуждался в услугах профессионала, и Бергер порекомендовал ему в качестве литературного агента своего бывшего начальника Кеннета Литтауэра (Kenneth Littauer). В августе Курт послал Литтауэру свои рассказы и, с благодарностью приняв его советы, смог наконец довести до ума «Эффект Барнхауза». Нокс подправил одобренный Литтауэром вариант и убедил Курта отказаться от использования псевдонима — тот их перепробовал несколько, последним был Дэвид Харрис (David Harris). В конце октября Воннегут получил за «Барнхауза» от Collier’s свои первые $750 гонорара, из которых 10 процентов отдал Литтауэру. В тот же день, 28 октября 1949 года, в письме к отцу Курт торжественно пообещал продолжить заниматься сочинительством, несмотря ни на что. По подсчётам Воннегута, для того, чтобы «уйти с этой проклятой службы», достаточно было продавать по пять рассказов в год. Курт и Джейн отметили продажу «Барнхауза» способом, ставшим для них традиционным, — устроили вечеринку, сорили деньгами, а затем питались овсянкой до следующего успеха.
29 декабря 1949 года родилась дочь Эдит. Тогда же Курт вновь попытался продать рассказ на военную тему, но весёлая сказка о «Der arme дольметчер» Бергеру не понравилась. Другой рассказ того же периода, автобиографический «Олень на комбинате», был издан только в 1955 году, став первым, проданным в Esquire. «Эффект Барнхауза» появился в продаже 11 февраля 1950 года, и триумф молодого писателя был отмечен в местной газете. В своих следующих рассказах Воннегут продолжил разрабатывать научно-фантастические темы: в «Танасфере» речь шла о первом космическом полёте, а в «ЭПИКАКе» — о влюблённом суперкомпьютере. 4 апреля 1950 года «Танасферу» принял Collier’s. Писательская работа всё больше занимала Воннегута. Литтауэр предложил подумать над развитием «Эффекта Барнхауза» до романа, он обещал продать его за $2500. Курт пока не чувствовал в себе таких сил и продолжал писать рассказы, которые Бергер отклонял один за другим. Особенные надежды Курт возлагал на рассказ «Лёд-девять». Вдохновлённая метеорологическими исследованиями брата, история опасного изобретения позднее будет включена в третий роман писателя «Колыбель для кошки», но в 1950-м её тоже не удалось продать. Под влиянием Бернарда, ставшего прототипом персонажей-учёных многих ранних рассказов, писатель начал работу над своим первым романом «Механическое пианино».
В конце концов Бергер купил «ЭПИКАК» и «Der arme дольметчер», а в ноябре 1950 года за $1250 был продан «Белый король». Поскольку стало понятно, что писательство может прокормить семью, в середине декабря Курт написал заявление об увольнении. Поскольку он уже давно открыто демонстрировал отсутствие заинтересованности в продолжении сотрудничества, со стороны компании возражений не последовало, и с 1 января 1951 года Воннегут был свободен. Джейн поддерживала мужа на сто процентов, чему Нокс был удивлён, он не вполне верил в перспективы профессиональной писательской карьеры Курта.

### Творческий путь

#### 1950-е: в поисках темы

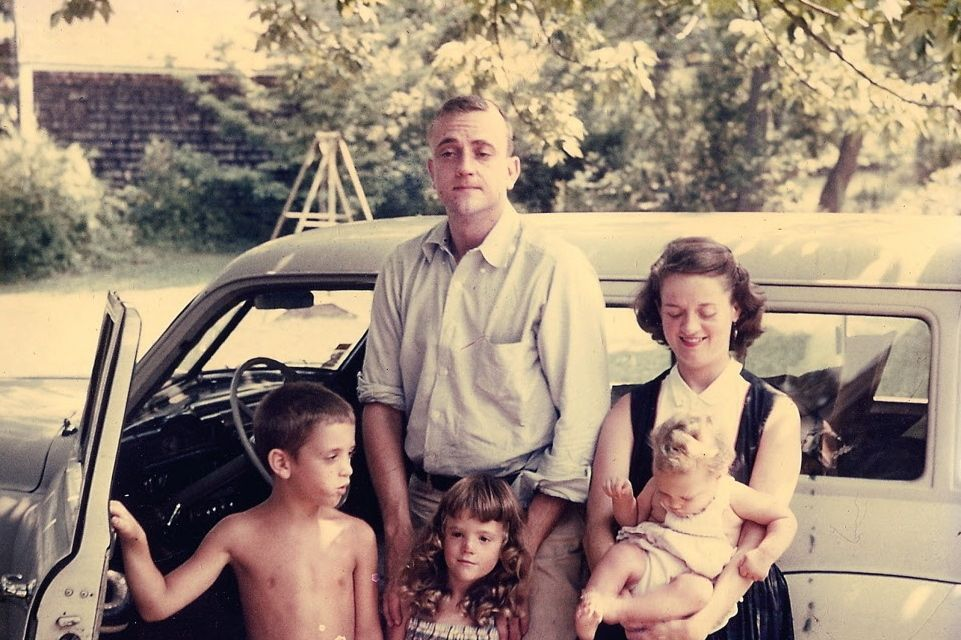
Курт Воннегут с женой и детьми в 1955 году

После ухода из General Electric писатель вместе с семьёй переехал в небольшую деревню Остервилл в штате Массачусетс на южном берегу Кейп-Кода. Там Воннегут, следуя своему плану, писал примерно по пять рассказов в год. Получаемый им доход позволял балансировать на границе среднего класса или, по его собственному сравнению, на уровне директора школьной столовой. Рассказы 1950-х годов составили два сборника: «Добро пожаловать в обезьянник» (1968) и «Табакерка из Багомбо» (1999). Открывающий «Добро пожаловать в обезьянник» рассказ «Где я живу» в духе «новой журналистики» повествует о непритязательном образе жизни в массачусетской глуши. В сборнике автобиографических эссе «Судьбы хуже смерти» Воннегут также неоднократно обращается к событиям 50-х годов. Став профессиональным писателем, Воннегут распланировал своё время: на написание рассказа отводилось десять дней, на его вычитку три. Так был написан рассказ «Между временем и Тимбукту», посвящённый проблематике путешествий во времени. Рассказ получился слишком сентиментальным и не удовлетворил автора, но наработки оттуда были использованы во втором романе, «Сирены Титана» (1959). В то же время работа над «Механическим пианино» поначалу шла плохо. Зачин романа отсылал к «Запискам о Галльской войне» Юлия Цезаря, а сюжет должен был напоминать американскую версию «Слепящей тьмы» Артура Кёстлера. Местом действия в «Механическом пианино», как и во многих ранних произведениях, была крупная технологическая корпорация, в которой без труда угадывался General Electric. Город Айлиум из романа напоминает Скенектади своим разделением на мир тех, кто имеет учёную степень, и всех остальных, к которым в том числе принадлежал Воннегут. Этический пафос романа в значительной степени был вдохновлён недавними книгами Норберта Винера, «Кибернетикой» и «Человеческим использованием человеческих существ». Курту представлялось, что учёного заинтересует его точка зрения на развитие технологического общества, и по его просьбе один из экземпляров романа был отправлен Винеру. К глубокому разочарованию писателя, Винер категорически не согласился с его дистопическим видением недалёкого будущего. Курт опасался, что роман может повредить карьере брата, но вскоре после публикации, в августе 1952 года, Бернард уволился из лаборатории и переехал в Массачусетс. Ещё в процессе редактирования «Механического пианино» Воннегут вернулся к написанию рассказов. Проблема, с которой он столкнулся на этот раз, состояла в том, что крупные издания неохотно брали рассказы политической направленности, тогда как ему хотелось высказываться на острые темы. Так или иначе, рассказы продавались не очень хорошо, и Воннегут подозревал, что или его занесли в чёрный список Collier’s, или Бергер и Литтауэр плохо работают. Некоторая задержка с выходом в свет «Механического пианино» заставила Воннегута тревожиться о доходах, но в конце концов книга появилась в продаже достойным для начинающего автора тиражом в 7600 экземпляров. В Индианаполисе дядя Алекс развернул рекламную кампанию, призывая знакомых и родственников покупать книгу племянника. В числе тех, кто с приятным удивлением узнал о появлении нового автора, был молодой фантаст Филип К. Дик.
В начале 1954 года перед Воннегутом вновь встал денежный вопрос. Джейн была опять беременна, а первый роман не принёс молодому писателю славы и богатства. Положительных рецензий было мало, и «Механическое пианино» довольно скоро забылось. Что было гораздо хуже, журналы стали меньше покупать рассказы. Тем временем Бергер перешёл из Collier’s в отдел саспенса издательства Dell. Курт сохранил с ним дружеские отношения и писал личные письма практически каждую неделю — о работе, семье, браке и даже желании совершить супружескую измену. Последнее требовалось Воннегуту для вдохновения, и наилучшей кандидатурой, по его мнению, была соседка, подруга Джейн. С изменой ничего не получилось, и у писателя начала развиваться депрессия. Чтобы развлечься, Курт и Джейн вместе вступили в два местных клуба, читательский и театральный. На лекциях читательского клуба Воннегут изучал «Поэтику» Аристотеля и общие принципы литературной композиции. Театральные занятия тоже были интересны, и вскоре Курт получил возможность дебютировать на сцене. Участие в театральной жизни деревни вдохновило Воннегута на написание одного из самых известных своих рассказов, «А кто я теперь?» (1961). В мае 1954 года Воннегут купил свой первый телевизор и приобщился к телевизионной культуре эпохи её расцвета. Супруги увлеклись просмотром вечерних шоу, и вскоре Курт заявил Бергеру, что он понял, что его призвание — быть сценаристом. Вместе со своим другом, журналистом Робертом Рутфордом (Robert B. Ruthford), Воннегут за восемь дней написал пьесу «Emory Beck» и отправил её Литтауэру. Ответа не последовало. Рождение Наннет в октябре 1954-го стало для писателя «катарсисом», но потребность в дополнительных источниках заработка ещё более возросла. Рассказ «Лёд-9» не приняли ни в Collier’s, ни в Scribner’s, но последние выдали аванс под его переработку в роман. Новые рассказы тоже продавались плохо, рынок художественной литературы сокращался из-за развития телевидения. Дом в Остервилле перестал удовлетворять разросшуюся семью, и по совету друга Воннегуты в ноябре переехали в больший дом в Уэст-Барнстабле, другом посёлке на полуострове Кейп-Код. Отношения с Джейн оставались напряжёнными — после тяжёлой беременности у неё началась послеродовая депрессия, вера в писательское будущее мужа иссякла. Чтобы содержать семью, Воннегуту пришлось сочетать свою любимую работу с написанием заметок в Sports Illustrated, а также с дилерской продажей автомобилей SAAB.
В феврале 1955 года приятная новость о переиздании «Механического пианино» была омрачена тем, как издательство Bantam отнеслось к книге и писателю: переиздание было осуществлено под названием «Утопия 14», а на обложке были представлены корчащиеся обнажённые фигуры на фоне машин и мрачного пейзажа. Книга продавалась в аптеках и автобусных остановках вместе с дешёвой макулатурой и комиксами. Хотя репутации Воннегута среди критиков был нанесён заметный урон, его книги заметил массовый читатель. В 1957 году смерть отца писателя ознаменовала окончательную утрату связи с Индианаполисом. Менее чем через год сестра Курта Воннегута Алиса скончалась от рака. Трагизм ситуации был усугублён тем, что за два дня до её смерти погиб в железнодорожной катастрофе её муж Джеймс Адамс, который ехал в госпиталь проведать свою умирающую супругу. После их смерти осталось четверо несовершеннолетних детей. Первый год все четверо жили у Воннегутов, а затем младшего усыновила сестра Джеймса Адамса, а троих старших, Джеймса, Стивена и Курта, усыновили Курт и Джейн. История о детях, полностью осиротевших за 36 часов попала в газеты, Курт от имени семьи давал интервью. На фоне семейных проблем работа продвигалась плохо — «Колыбель» не продвинулась дальше первых шести глав, рассказы практически не продавались: два в 1957 году и только один в следующем. Поскольку Scribner’s начали требовать вернуть аванс, Курту пришлось возобновить работу над «Колыбелью», несмотря на то, что условия в доме стали «адскими».
Зимой 1958 года Бергер, отвечающий теперь в Dell за издание недооценённых произведений, убедил Воннегута начать работу над новым романом — «Сиренами Титана». Идея оказалась плодотворной, и через несколько месяцев книга была завершена. Второй роман Воннегута вышел небольшим тиражом в 2500 экземпляров. Дядя Алекс, которому Курт посвятил «Сирен», порадовался за племянника, но книга ему не очень понравилась. Немногочисленные рецензенты были сбиты с толку необычной формой романа и сравнивали его с оперой «Сказки Гофмана», называли мистификацией и «хоккеем». Несмотря на то, что книгу выдвинули на премию «Хьюго», продавалась она крайне плохо. В декабре 1959 года Воннегут прервал писательскую деятельность ради постройки 18-футовой скульптуры кометы для ресторана аэропорта Бостона. Бергер, пытавшийся тем временем заинтересовать «Сиренами» деятелей киноиндустрии, убедил Курта вернуться к писательству.

#### 1960-е: первый успех

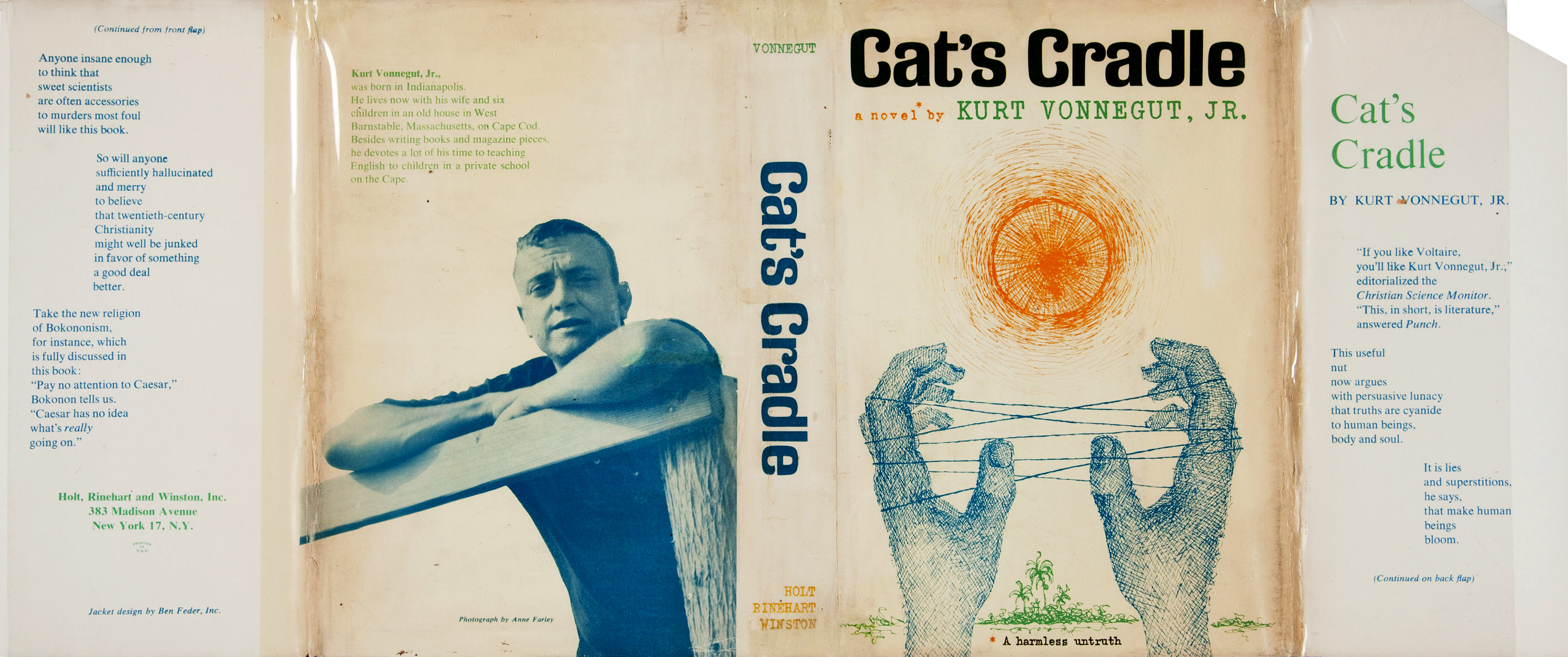
Суперобложка первого издания «Колыбели для кошки»

Весной 1960 года дела пошли в гору — женский журнал McCall’s купил сразу два рассказа, и Курт и Джейн смогли позволить себе поездку на три недели в Англию. В феврале 1961 года издательство Houghton Mifflin переиздало «Сирен» в твёрдом переплёте. Работа над романом о Второй мировой войне под рабочим названием «Evil, Anyone?» шла с переменным успехом, поскольку Курт постоянно отвлекался на сторонние проекты. Тем временем по предложению Бергера была подготовлена первая антология рассказов, и в октябре 1961 года в свет вышел сборник «Канарейка в шахте». Роман «Evil, Anyone?», после редактирования Бергером принявший окончательное название «Мать Тьма», вышел в свет осенью 1961 года и стал очередным дешёвым изданием в карьере писателя. Как и прежде, критических отзывов практически не было. Ради денег Воннегуту пришлось поступить учителем английского в расположенную неподалёку школу, в результате чего для писательства ему осталось время только по вечерам и в выходные. Несмотря ни на что, «Колыбель для кошки» была завершена осенью 1962 года и опубликована издательством Holt, Rinehart, and Winston сразу в твёрдом переплёте. Стилистическая изобретательность романа, отмеченная несколькими критиками, не изменила общего отношения к писателю, по-прежнему находившемуся на дне издательского рынка Америки. Тем не менее в 1964 году «Дай вам Бог здоровья, мистер Розуотер» тоже был издан сразу в твёрдом переплёте, а затем в 1966 году было переиздано «Механическое пианино». Рецензии были хорошими, но «Розуотер» недолго продержался в продаже, и к 1965 году Воннегут вновь столкнулся с материальными трудностями. Писатель вновь вернулся к работе над своим военным романом, приобрётшим наконец окончательное название, — «Бойня номер пять». В поисках вдохновения с дочерью и её подругой он съездил в Нью-Йорк на всемирную выставку, где встретился со своим армейским другом времён Дрездена Бернардом О’Хэйром (Bernard V. O’Hare). Как Воннегут рассказывал во вступлении к роману, концепция произведения у него сложилась в ходе разговора с супругой О’Хэйра.

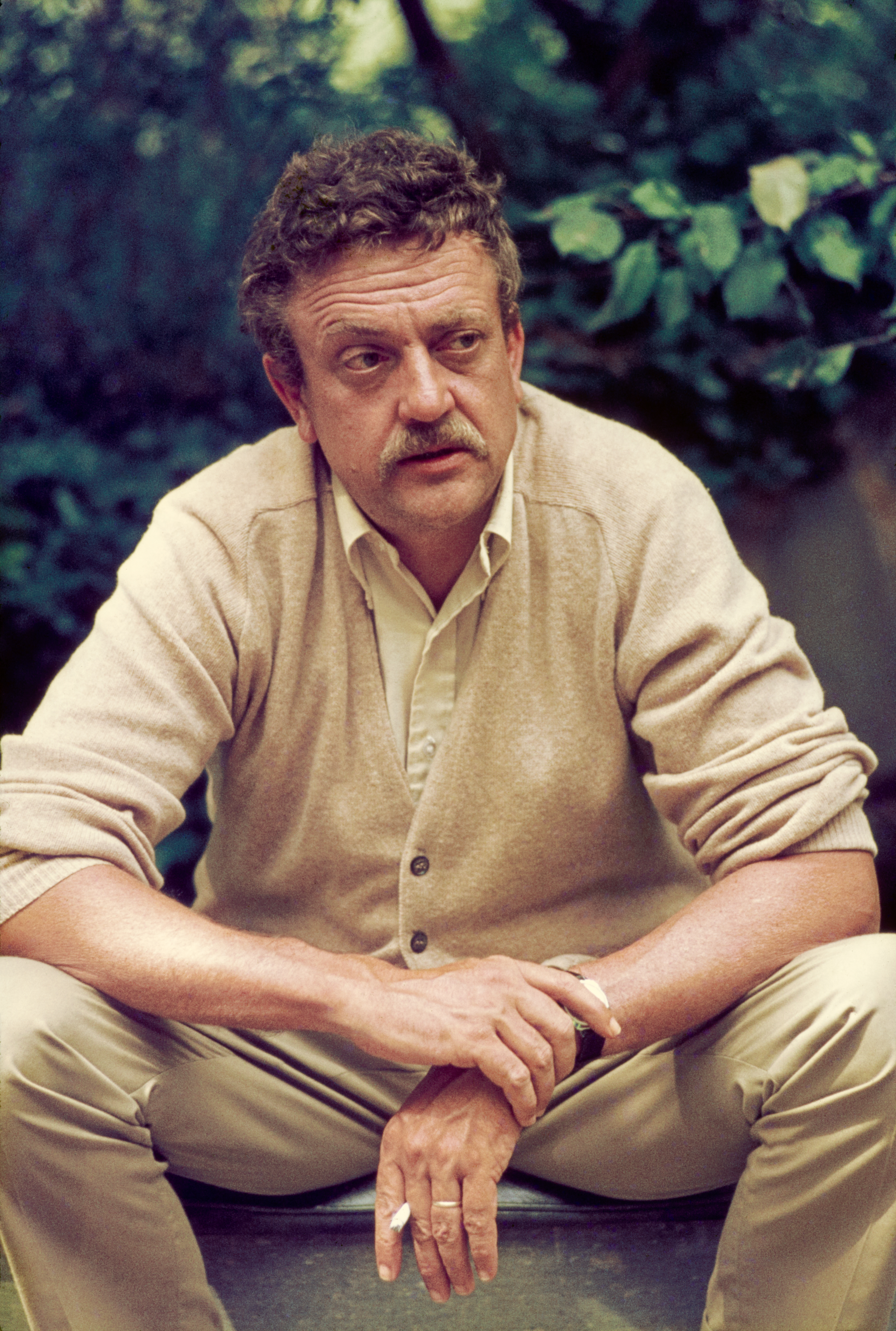
Курт Воннегут в 1965 году

Благодаря стечению обстоятельств, Курт получил приглашение с сентября 1965 года вести писательский семинар в Университете Айовы. Получив возможность отдохнуть от семейных неурядиц, Воннегут решил завершить работу над своей много лет назад заброшенной диссертацией. Он проанализировал несколько классических сказов, сопоставил их с мифами индейцев, но результат, к возмущению писателя, опять не удовлетворил антропологов Чикагского университета. Постепенно втянувшись в ритм преподавания, Воннегут выстроил комфортный распорядок дня, позволявший плодотворно работать несколько часов до обеда. На время преподавания Воннегут переселился в Айова-Сити, периодически воссоединяясь с семьёй. Впервые Курт оказался в литературной среде, и, обнаружив, что многие знаменитые романы ему не знакомы, он с головой погрузился в чтение. В ходе дискуссий с участниками семинара, многие из которых были состоявшимися писателями, он глубоко погрузился в анализ собственного творческого процесса. Воннегут переосмыслил свой журналистский опыт и пришёл к выводу о необходимости большего привнесения личных переживаний в свои произведения, что помогло ему в работе над «Бойней номер пять». Другим видимым признаком перехода к новому направлению стало написание автобиографического вступления к переизданию «Матери Тьмы». Значительным событием в карьере писателя стало случайное знакомство с издателем Сеймуром Лоуренсом, специализировавшимся на работе с недооценёнными авторами. В 1966 году они заключили контракт стоимостью $75 000 на три последующие книги. Первой из них стал сборник рассказов «Добро пожаловать в обезьянник» (1968). Впоследствии Воннегут с благодарностью вспоминал, что доверие Лоуренса было ему крайне важно в тот период. В октябре 1967 года писатель получил престижную стипендию Гуггенхайма для поездки в Дрезден. По пути Воннегут, желая выразить признательность освободившей его из плена стране, на два дня заехал в Ленинград. Послевоенный Дрезден не имел ничего общего с той сказочной архитектурной фантазией, которую успел застать писатель до бомбёжки, и напоминал скорее Дейтон в штате Огайо. С точки зрения наполнения романа поездка оказалась бесполезной, как и общение с другими участниками событий. Тем не менее мучительная многолетняя эпопея была завершена, и в 1969 году сенсационный успех романа «Бойня номер пять» вывел Воннегута в центр читательского внимания. В 1968 году, с выступления на литературном фестивале Университета Нотр-Дам, Воннегут раскрыл свой талант оратора. Благодаря усилиям Лоуренса читательский интерес к Воннегуту рос, особенно среди студентов. Росли тиражи — к 1968 году было продано 150 000 экземпляров «Колыбели» и 200 000 «Сирен», а с ними доходы. Чтобы соответствовать ожиданиям своей аудитории, Курт похудел и отпустил волосы. Пока он ещё не прибегал к радикальной политической риторике, но уже начал приобретать репутацию «левака», чему способствовала публикация отрывков готоящейся к печати «Колыбели» в главном издании «новых левых» «Ramparts».
Выход в свет «Бойни номер пять» в начале марта 1969 года практически совпал по времени с крупным наступлением коммунистов во Вьетнаме, что сделало антивоенный пафос книги чрезвычайно актуальным. 10 000 экземпляров первого тиража были распроданы практически сразу. Отзывы критиков были преимущественно комплиментарными: Грэнвил Хикс назвал роман: «лучше, чем большая часть нф», Лесли Фидлер сравнивал с «8½» Феллини. Роман стал редким для американской литературы примером одновременного признания среди критиков и простых читателей. Появившись в разгар войны во Вьетнаме, книга стала голосом поколения, опустошённого и деморализованного жестокостью современной войны.
На конец 1960-х годов пришлось завершение продлившегося 25 лет брака с Джейн Кокс. Постоянное принижение Куртом умственных способностей жены, его измены в айовский период и после, непрекращающиеся семейные скандалы сделали сохранение брака невозможным. Одной из последних капель стало высмеивание Куртом практики трансцендентальной медитации и лично Махариши, учением которого увлеклась Джейн. Пройдя «через ужасные, неизбежные эпизоды», супруги расстались в 1970 году, отложив юридические формальности.

#### 1970-е годы: взлёты и падения

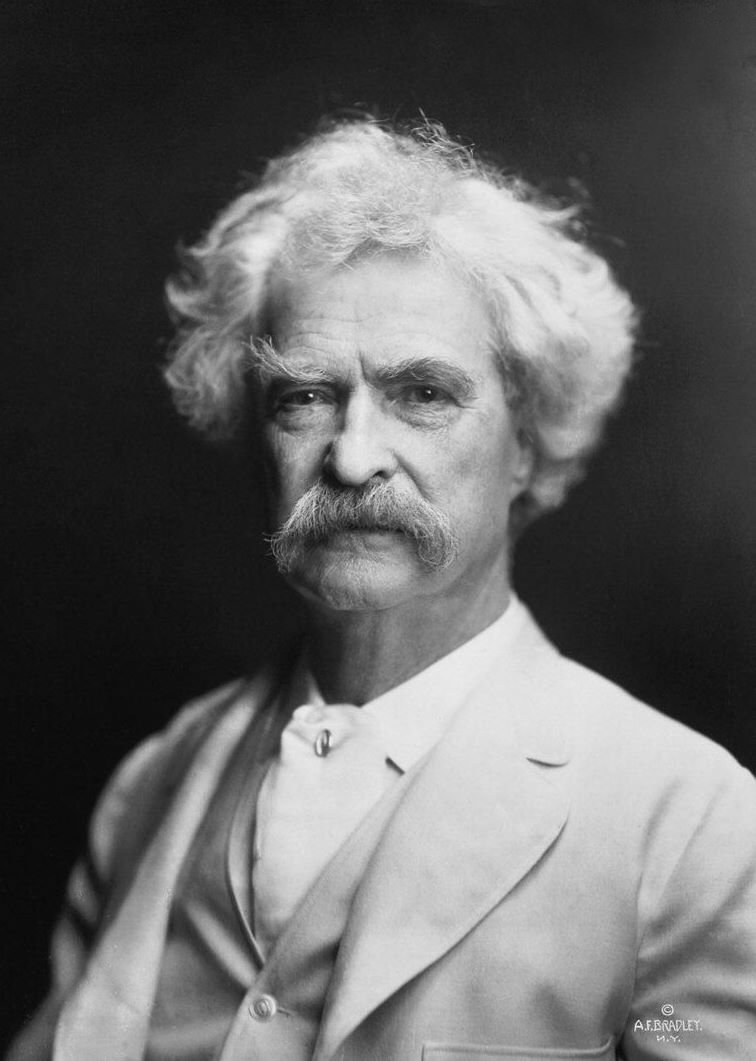
Марк Твен в 1907 году. В начале 1970-х годов на публичных мероприятиях Воннегут часто представал в каноническом облике Марка Твена: в мешковатом белом костюме, с густыми волосами и пышными усами

После развода Воннегут переехал в Нью-Йорк. Осенью 1970 года он снял пентхауз на Манхэттене (Гринвич-Виллидж), чтобы иметь возможность присутствовать на репетициях своей пьесы «С днём рождения, Ванда Джун». В одном из интервью Воннегут признавался, что он стал писать пьесы для того, чтобы изменить круг общения. Премьера состоялась 7 октября 1970 года на сцене театра де Лис. Пьеса продержалась до 14 марта следующего года, получив смешанные отзывы. Хотя Воннегуту понравилось общаться с актёрами, он понял, что его призвание состоит в написании прозы. В ходе репетиций Воннегут познакомился со своей будущей женой, фотожурналистом Джилл Кременц. В 1972 году сын Марк перенёс острый психоз, который пришлось лечить в стационаре. Свой опыт он описал в имевшей успех автобиографии «Райский экспресс». Сам Воннегут начал испытывать депрессию и до середины десятилетия «сидел» на антидепрессантах. Преодолев зависимость, он стал еженедельно посещать психолога. Пришедший внезапно успех и возникновение ситуации, когда он мог бы продать всё, что напишет, привели писателя к творческому кризису. Воннегут не знал, о чём ему больше писать, и чувствовал, что его карьере писателя пришёл конец. Начало 1970-х годов прошло в череде лекционных туров, заботах о душевном здоровье Марка и решении проблемы, как лучше инвестировать внезапно нахлынувшее богатство. Отношения с Джилл постепенно развивались, но и с Джейн Курт сохранял близкую дружбу. На протяжении 1970-х годов Воннегут удостоился многочисленных наград и почётных званий. Он преподавал в Гарварде и Нью-Йоркском университете, занимая в последнем должность заслуженного профессора английской литературы. Также он был избран вице-президентом Академии искусств и литературы, получил почётные степени в Университете Индианы и ряде колледжей. В 1972 году его роман «Бойня номер пять» был экранизирован кинокомпанией Universal Pictures.
Пышные торжества по случаю 50-летия писателя совпали с завершением работы над романом «Завтрак для чемпионов», в который вошли не попавшие в «Бойню» материалы. На волне успеха «Бойни» «Завтрак» был хорошо принят читателями и год продержался в списке бестселлеров, но критики были разочарованы. В апреле 1974 года при поддержке Сэма Лоуренса был издан сборник эссе, выступлений и разного рода заметок «Вампитеры, Фома и Гранфаллоны». Как отмечалось в одной из рецензий, только писатель с репутацией Воннегута мог себе позволить издать книгу с таким названием. Вышедший в 1976 году роман «Балаган, или Конец одиночеству!» автор посвятил комикам эпохи Депрессии Лорелу и Харди и сопроводил объёмным автобиографическим вступлением, в котором вспоминал давно умершую сестру Алису и недавно скончавшегося дядю Алекса. Роман был плохо принят критиками, утверждавшими, что Воннегут исписался. Во включённом в сборник «Вербное воскресенье» «Автоинтервью» писатель заявляет, что критики «вознамерились раздавить меня, как таракана», за то, что он пишет без «систематического изучения великой литературы», не джентльмен и «кропает халтуру для вульгарных журналов». Причина провала у критиков двух последних романов, возможно, была в том, что Сэм Лоуренс, в отличие от Нокса Бергера, не уделял значительного внимания редактуре романов Воннегута. Тем не менее книги стали бестселлерами и закрепили статус писателя как знаменитости.
В 1977 году Воннегут вернулся к лекционной деятельности, выступив в нескольких университетах Айовы. В октябре вместе с Лоуренсом он посетил Франкфуртскую книжную ярмарку, где обсуждались издания романов на основных европейских языках. В конце 1978 года Курт и Джейн согласовали раздел имущества: бывшей супруге достался дом в Барнстейбле, часть акций и облигаций, а также алименты в размере $100 000 в год. Следующей весной окончательная точка в продлившемся 34 года браке была поставлена. На этом фоне Воннегут завершил работу над романом «Рецидивист», в котором продолжил движение в направлении реализма. Внутренне готовясь к очередной неудаче, в одном из интервью 1979 года писатель признавался, что у него иссякли идеи и он подумывает о завершении писательской карьеры. Предварительные отзывы, однако, были обнадёживающие, и клуб «Книга месяца» сделал роман своей главной рекомендацией в сентябре. В ожидании официального выхода книги в мае Воннегут принял участие в вашингтонском марше против атомной войны.

#### 1980-е годы: стареющая знаменитость
24 ноября 1979 года Курт и Джилл Кременц сочетались браком в одной из методистских церквей Нью-Йорка. Состоявшись как фотожурналист, Джилл, приближаясь к сорока годам, хотела иметь ребёнка. У Курта, к тому времени уже дважды ставшего дедушкой, такой потребности не было, но он не возражал. Новость о беременности Джилл в октябре 1980 года совпала с завершением сборника ностальгически-автобиографических заметок «Вербное воскресенье». Радостные события пара отметила рождественскими каникулами на Гаити, но по возвращении в Нью-Йорк произошла трагедия: на третьем месяце беременности у Джилл случился выкидыш. Депрессию писателя усугубляли критики, с хвалебных отзывов переключившиеся на выявление причин феноменального успеха Воннегута. Согласно одной из гипотез, одной из причин могло стать уменьшение себестоимости книг в твёрдом переплёте, что привело к появлению на рынке книг сомнительной литературной ценности. Больше всего писателя задел отзыв критика из «Нью-Йорк таймс» Анатоля Бройяра, написавшего: «…глядя, как разнообразные рецензенты пытаются избежать нелицеприятных высказываний в адрес новой книги Воннегута, понимаешь, что, в отличие от общественного мнения, литературная репутация — это вещь, которую потерять сложнее всего». Чтобы отвлечься, Воннегут вернулся к старому хобби, рисованию. В октябре 1982 года вышел очередной роман, «Малый не промах», как и предыдущий, построенный в форме подведения главным героем итогов наполненной ошибками жизни. Книга наполнена автобиографическими аллюзиями: главный герой романа случайно убил беременную женщину в День матери выстрелом из отцовского ружья и теперь живёт на Гаити, поскольку нейтронная бомба уничтожила его родной город. Проблему оружия массового уничтожения писатель затрагивал и в публичных выступлениях тех лет. На торжествах по случаю 60-летия Воннегута ему был преподнесено уникальное издание собранных о нём анекдотов, от детства в Индианаполисе до 1982 года. В ходе торжеств была анонсирована книга Джилл об усыновлении, а месяц спустя пара взяла из приюта девочку Лили. Радости семейной жизни не избавили писателя от депрессии. Осознание своего положения стареющей знаменитости, завершение периода ремиссии у Джейн в ноябре 1983 года ухудшали его состояние. В конце 1983 года он возобновил знакомство с Лори Рекстро, своей бывшей любовницей времён Айовы, и жаловался ей на отказ издательства Гарри Абрамса издавать его рисунки: «…я не человек Ренессанса, а депрессивный маньяк с некоторыми однобокими дарованиями». Результатом развития депрессии стала попытка самоубийства в марте 1984 года, когда Воннегут принял большое количество алкоголя, снотворного и антидепрессантов. Его вовремя обнаружили, спасли и на 18 дней поместили в госпиталь Сент-Винсент. После выписки он некоторое время жил отдельно от семьи, в квартире, которую ему нашла дочь Эдит на улице Макдугал.
Месяц спустя после выписки из госпиталя Воннегут съездил на конференцию ПЕН-клуба в Токио, после чего вернулся к уединённой жизни в квартире на улице Макдугал и продолжил работу над романом «Галапагосы». В феврале книга была завершена, в результате чего многолетний контракт с издательством Dell был исполнен. Впервые за многие годы писатель не был связан контрактными обязательствами, в ознаменование чего позволил себе двухнедельный тур по Восточной Европе: Польша, ГДР, Чехословакия. По возвращении он воссоединился с Джилл и Лили. Одиннадцатый роман Воннегута «Галапагосы» вышел осенью 1985 года и показывал масштабную картину эволюции человечества в направлении отказа от огромного ненужного мозга ради обретения гармонии с природой. С сожалением писатель обнаружил, что критики вновь стали видеть в нём несерьёзного писателя, не прощая ему смешение науки с литературой. В октябре 1985 года Курт Воннегут сыграл маленькую эпизодическую роль самого себя в комедии «Снова в школу» 1986 года, получив гонорар $25 000. По сюжету, главный герой нанимает его для написания реферата на тему творчества писателя. Позже преподаватель отвергает работу, утверждая, что автор ничего не понимает в творчестве Воннегута, а главный герой, в свою очередь, выговаривает писателю, угрожая, что в следующий раз обратится к литературному критику. Вышедший весной 1987 года двенадцатый роман Воннегута, «Синяя борода», многие авторитетные издания не удостоили рецензии, сочтя малоинтересными поднятые в нём вопросы о назначении современного искусства. Главным героем романа является художник Рабо Карабекян, представитель абстрактного экспрессионизма. Он весьма состоятелен, но абсолютный неудачник как в творческом отношении (его главные полотна не сохранились), так и в личном (его дети с ним не разговаривают). Под именем напористой писательницы Цирцеи Берман, по не вполне понятным причинам решившей на некоторое время связать свою жизнь с Карабекяном, как признавался сам Воннегут, выведена Джилл. Ещё более депрессивным стал следующий роман, «Фокус-покус» (1990), навеянный размышлениями о старости и упадке Америки. Действие романа отнесено к 2001 году, когда главный герой, Юджин Дебс Хартке, размышляет об ошибках и упущенных возможностях, личных и своей страны. Следующим крупным огорчением для писателя, после смерти Джейн в конце 1986 года, стал уход армейского друга Бернарда О’Хэйра в июне 1990 года от рака горла — он был таким же завзятым курильщиком, как и сам Воннегут.
В 1980-х годах Воннегут продолжил активно высказываться по актуальным политическим вопросам на различных площадках, выступая за свободу слова, феминизм, разоружение и против иммиграционных ограничений. Примером цензуры со стороны истеблишмента для Воннегута стала история с отбором книг для участия в Московской книжной ярмарке 1985 года. Составленный программным комитетом, председателем которого был Воннегут, список был подвергнут критике со стороны консервативных организаций, и в конце концов отвергнут как не отражающий весь политический спектр литературы США. Один из главных консервативных интеллектуалов того времени У. Ф. Бакли счёл такой исход закономерным, учитывая отношение Воннегута к внешней политике страны. Тот же Бакли в одном из телеинтервью обвинил Воннегута в политизации деятельности Пен-клуба, продвижении с его помощью либеральной повестки.

#### 1991—2007: последние годы и смерть
1990-е годы супруги Воннегут встретили на грани развода: Курт называл Джилл «нелюбимой женой, начисто лишённой хозяйственных способностей», она изменяла ему. Чтобы отвлечься, Воннегут уехал на лето в деревню Сагапонак, где ранее, в картофельном сарае своего друга, писал «Синюю бороду». Одиночество давалось ему с трудом, Джилл предлагала забыть о разногласиях и отозвать заявление на развод, но примирение пока выглядело недостижимым. Тем временем его положение живого классика постепенно укреплялось: в марте 1992 года он вошёл в Американскую академию искусств и литературы, а два месяца спустя Американская гуманистическая ассоциация назвала его «Гуманистом года». Постепенно налаживались отношения с проживающими в Барнстейбле детьми, племянниками и внуками. В 1994 году Воннегут неожиданно для окружающих примирился с Джилл и вернулся на Манхэттен.
Работа над последним романом, получившим название «Времетрясение», была завершена в конце лета 1996 года. «Времетрясение» стало самым «метафикциональным» романом писателя, в котором перемешаны автобиография, размышления над предыдущими книгами и разговоры с Килгором Траутом. Вслед за выходом романа Воннегут уехал в Денвер на презентацию своих рисунков и сорта пива «Kurt’s Mile-High Malt», для которого он нарисовал этикетку, сваренного по секретному рецепту своего прадеда Питера Либера. В Денвере Курт узнал о неутешительных прогнозах по поводу брата Бернарда, которому диагностировали рак лёгких. 25 апреля 1997 года тот скончался. Хотя роман был объявлен последним, Воннегут не оставил писательской деятельности. В 1999 году литературовед Питер Рид убедил писателя опубликовать 23 давно не переиздававшихся рассказа, составивших сборник «Табакерка из Багомбо». В том же году вышел сборник «Дай вам Бог здоровья, доктор Кеворкян», в который вошли радиоинтервью на различные темы. Несмотря на преклонный возраст, Воннегут оставался востребованным оратором. Одной из наиболее популярных тем его лекций было обсуждение повествовательных структур, восходящее к диссертации для Чикагского университета. В последующие годы, наполненные заботами о здоровье, ссорами с Джилл, периодическими уходами из дома, Воннегут подготовил свой последний прижизненный сборник эссе, вдохновлённый глубоким разочарованием писателя в политике президента Джорджа У. Буша и войной в Ираке. «Человек без страны» вышел в сентябре 2005 года и шесть недель продержался в лидерах книжного рейтинга «The New York Times». На вопрос, почему «Времетрясение» не стало его последней книгой, Воннегут отвечал: «Ну, я надеялся, что помру». Более того, он начал работу над романом под рабочим названием «Если бы Бог был жив сегодня», но проблемы со здоровьем, прежде всего респираторные, сильно мешали. Зимой 2007 года он уже отказывался от участия в публичных мероприятиях, сравнивая себя со старой больной игуаной.
Курт Воннегут скончался 11 апреля 2007 года от последствий черепно-мозговой травмы, полученной при падении со ступеней своего манхэттенского «браунстоуна» на 42-й улице. Несмотря на опасения писателя, что он забыт как реликт 1960-х годов, его смерти было уделено значительное внимание в новостных сюжетах и вечерних телевизионных программах. На его родине в Индианаполисе 2007 год отмечался как «год Воннегута». В последующие годы вышло несколько посмертных сборников рассказов писателя («Армагеддон в ретроспективе» (2008), «Сейчас вылетит птичка!» (2009), «Пока смертные спят» (2011)), в которые вошли также ранние эссе и речи. В их подготовке принимал участие Марк Воннегут. В честь писателя назван астероид 25399, открытый 11 ноября 1999 года.

## Творчество

### Основные темы

#### Вселенная Воннегута
Воннегута нередко называют «мифописателем», имея в виду как мифотворчество писателя, так и возможность анализа его произведений в контексте классических мифов. Как отмечает Дж. Риттер, американские студенты начала 1970-х годов воспринимали романы и рассказы Воннегута как сказки, действие которых происходит в отдельном мире со своей мифологией, подобном округу Йокнапатофа Уильяма Фолкнера. Можно проследить возрастание мастерства рассказчика, начиная с самых первых рассказов («Олень на комбинате», «Портфель Фостера» и других) до сквозных историй и постоянных персонажей последующих романов. Другая группа критиков анализирует использование Воннегутом существующих мифов. Так, Д. Голдсмит доказывает, что многие персонажи писателя имеют «мессианские» черты, невинно страдают ради принесения в мир нового знания, тогда как Дж. Нельсон (Joyce Nelson) полагает, что уместнее говорить о протестующем против своей бессмысленной судьбы пророке Ионе. Американский литературовед Кэтрин Юм полагает, что в своих ранних романах Воннегут выстраивал композицию по схеме героического мономифа, но позднее нашёл новые формы, более соответствующие его опыту и убеждениям. Исследовательница сопоставляет основные темы произведений Воннегута с классическими мифологическими архетипами. По мнению Юм, используя «экзоструктуры» традиционных мифов, Воннегут не апеллирует к их смыслам, поскольку они не имеют для него значения. Напротив, Л. Рекстро в своей рецензии на «Балаган» («Paradise Re-Lost», 1976) и Л. Мустацца (Leonard Mustazza) в монографии «Forever Pursuing Genesis» называют принципиально важным для Воннегута миф об Эдеме с его трёхчастным нарративом: сотворение мира, пребывание в праведном состоянии и последующее грехопадение. Анализируя все романы вплоть до «Синей Бороды», Мустацца приходит к выводу, что основными темами у Воннегута являются вина, безумие и утрата невинности. Его протагонисты живут в падшем мире и стремятся, впрочем, без особой надежды на успех, вернуться к состоянию первозданной невинности, «нации двоих», или даже к состоянию мира до акта божественного творения. Мустацца указывает для них две стратегии бегства: попытаться изменить мир в целом, превратив его в утопию, или, что чаще, сократить размер мира вокруг себя до контролируемой величины, до маленькой социальной сферы, в которой можно было бы жить подобно Адаму и Еве.
Размышления Воннегута об утопическом переустройстве человечества отличает значительный разброс: от филантропического бунта отдельно взятого капиталиста («Розуотер») до уничтожения всего человечества в техногенной катастрофе («Колыбель для кошки»). В промежутке находится описанный в романе «Галапагосы» исход, который, по-видимому, представляется писателю оптимальным: эволюция человечества в направлении практически полной утраты разумности. В отличие от «Балагана», где смертоносный вирус оставил достаточное количество людей для построения утопии, в «Галапагосах» зародившийся на Франкфуртской книжной ярмарке вирус бесплодия не оставил человечеству в его нынешнем виде никаких шансов. Сохранившиеся на Галапагосах остатки человечества, по мысли писателя, продолжат эволюционировать, через миллион лет избавившись от «чудовищно разросшегося мозга», после чего, уподобившись морским котикам, будут счастливо жить и ловить рыбу. Роман стал вершиной «мизантропического гуманизма» писателя, затрагивая практически все важные для него общественно значимые темы, начиная с поднятого впервые в «Механическом пианино» вопроса о ненужности человека в мире, где машины всё могут сделать лучше людей. Проблема людей не в том, что они думают плохо, или в том что они безумны, а в их мозге, предоставляющем неверную картину мира. В картине мира Воннегута человек является эволюционной ошибкой, и единственный шанс предотвратить разрушение мира не в том, чтобы лучше думать о правильных вещах, а не думать вообще.
Эскапистская трактовка Эдема представлена у Воннегута четырьмя романами: «Мать Тьма», «Бойня номер пять», «Балаган» и «Малый не промах». Как отмечают многие критики, герои Воннегута зачастую переизобретают реальность, конструируя для себя более удобный мир, являющийся более наглядным и познаваемым для читателя. По выражению профессора Роберта Апхауза (Robert W. Uphaus), миры Воннегута образуют континуум воображаемых альтернатив, состоящий из всевозможных человеческих самоактуализаций, недостижимых в актуальном историческом времени. Дихотомия между внешней темпоральной реальностью и внутренней реальностью персонажей создаёт напряжение между сочувствием читателя попыткам героя устраниться из реальности и осознанием невозможности полного принятия такого выбора. Для Билли Пилигрима из «Бойни» таким убежищем стали его галлюцинации, для Уолтера Кэмпбелла («Мать Тьма») и Руди Вальца («Малый не промах») — написанные ими утопические пьесы, о «государстве двоих» в пределах двуспальной кровати и вымышленной стране Шангри-Ла, где «места хватит всем».

#### Америка Воннегута

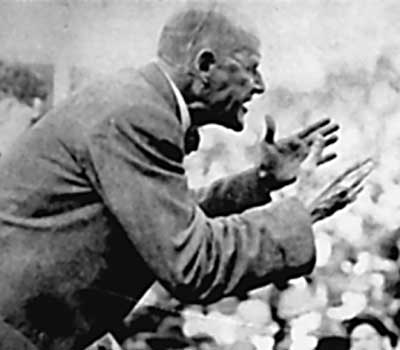
Юджин Дебс в 1918 году. Воннегут неоднократно цитировал знаменитое высказывание Ю. Дебса: «Пока существует низший класс — я к нему отношусь, пока есть преступники — я один из них, пока хоть одна душа томится в тюрьме — я не свободен»

Курт Воннегут являет собой редкий пример классика американской литературы, начинавшего как бульварный писатель. Не удостаиваясь в начале своей карьеры внимания критиков, Воннегут пользовался признанием простых американцев, которые книги в твёрдом переплёте покупали не чаще раза в год. В своих рассказах он писал о вещах, которые несложно представить, и о проблемах, которые вставали перед многими из его читателей. Большинство рассказов Воннегута не касаются науки или технологии, представляя собой простые сентиментальные истории, написанные с точки зрения простого человека из среднего класса. Такая авторская позиция характерна не только для художественной прозы Воннегута, но и для его публицистики и публичных выступлений. По мнению Дж. Клинковица, свои комментарии о жизни Воннегут всегда соотносил с американским средним классом, никогда не критикуя его с позиции превосходства.
Литературные критики часто упрекали Воннегута за излишне простой язык. Альфред Казин называл его «слишком красивым», чтобы принимать всерьёз, как раз подходящим для любящей поразвлечься молодёжи. Книжный обозреватель журнала Newsweek Питер Прескотт в своей крайне отрицательной рецензии назвал английский Воннегута «лоботомизированным». Критик Роджер Сейл называл прозу Воннегута «лёгкой», ориентированной на минимально образованную молодёжь. Сам писатель в интервью Джону Кейси утверждал, что работа читателя по внутренней реконструкции заложенных автором в произведение образов и без того не проста, чтобы усложнять её тяжёлым стилем. Отвечая в 1973 году на вопрос журнала «Playboy» по поводу популярности своих книг у молодёжи, Воннегут отметил, что такой цели он специально перед собой не ставил, но, по-видимому, поднимаемые им вопросы действительно близки второкурсникам. В том же интервью он рассказал о своём понимании роли писателя как особой «клетки» общества, ответственной за экспериментирование с новыми идеями и духовную эволюцию. Своеобразный идеализм Воннегута соответствовал умонастроению молодых американцев времён войны во Вьетнаме: они желали воспринимать человеческое существование как тральфамадорцы из «Сирен Титана» и «Бойни номер пять», быть готовыми к наступлению дистопического будущего под властью капиталистов из «Механического пианино» и предчувствовали возможность случайного уничтожения мира от рук политиков, как описано в «Колыбели для кошки».
Одной из важнейших для Воннегута тем является критика современного ему американского общества. Собственные политические взгляды Воннегута сформировались, по-видимому, в юношеские годы, в эпоху «старых левых». Своим идеалам, основанным на учении Нагорной проповеди, Юджина Дебса и Пауэрса Хэпгуда, он не изменил ни в 1960-е, когда на сцену вышли «новые левые», ни в 2000-е, когда они давно стали анахронизмом. По мнению некоторых исследователей, социальная критика Воннегута ведётся с антикапиталистических позиций, через указания на разлагающее действие неравномерности распределения богатства. Действительно, во многих романах писателя наблюдается противопоставление персонажей с имущественной точки зрения и через их финансовые взаимоотношения. В «Сиренах Титана» главный герой Малаки Констант потерял не только полученное благодаря слепой удаче колоссальное состояние, но и самого себя. В «Мистере Розуотере» сложно понять, кто вызывает большее сочувствие, бедные или богатые, но жизнь всех персонажей определяется деньгами либо их отсутствием. Семьи, в которых из поколения в поколение накапливаются огромные состояния, трансформируются в наследственную аристократию. Такое положение дел, по мнению Воннегута, лишает остальных американцев возможности выйти из бедности. Америка, утверждает он, сильно выиграла бы, если бы все соблюдали основополагающие принципы честности и уважения к ближним.
Как критика капитализма и поощряемых им индивидуалистических устремлений может быть истолкована появляющаяся во многих романах Воннегута концепция расширенной семьи, основанная на собственных размышлениях писателя и теориях его преподавателя Роберта Редфилда. В «Механическом пианино» молодые инженеры ежегодно участвуют в командообразующих играх, в «Сиренах Титана» Боз находит свою истинную семью среди бессловесных обитателей Меркурия, а в «Колыбели для кошки» для различных видов общностей вводится специальная терминология: «карассом» Воннегут называет «группы, которые выполняют божью волю, не ведая, что творят», а «гранфаллоном» — ложных карассов, бессмысленных по своей сути. Примером гранфаллона писатель называет факт своей принадлежности к «хужерам», то есть жителям Индианы. В «Балагане» он предлагает способ включить всех в огромные расширенные семьи: правительство США в романе случайным образом присваивает каждому жителю страны новое среднее имя, например, «Нарцисс-11». Те, у кого совпадают средние имена полностью, считаются родными братьями, а если только буквенная часть, то двоюродными. В рамках поддерживающих семей возможен ответ на заданный в «Механическом пианино» вопрос — зачем нужны люди. Прямой ответ даётся в «Завтраке для чемпионов» от лица писателя-фантаста Килгора Траута: «быть глазами, ушами и совестью Создателя вселенной, дурак ты этакий!» Сам Траут в романах Воннегута выступает «глазами, ушами и совестью» для читателей, сообщая им о печальном положении дел в современной Америке. Существуют и другие прочтения. Так, литературовед Сьюзан Фаррелл (Susan E. Farrell) полагает, что предназначением расширенных семей Воннегут видел осуществление таких церемоний инициации, чтобы молодые люди не считали участие в войне необходимым этапом вступления во взрослую жизнь. Понимание динамики капитализма и его влияния на поведение и психику современного субъекта напоминает «экономику желания» Жиля Делёза и Феликса Гваттари, а сближение Воннегутом войны (Второй мировой в «Бойне» и Вьетнамской в «Фокусе-покусе») и капитализма можно понимать в терминах их «военных машин».

#### Персонажи Воннегута
На протяжении своей более чем полувековой писательской карьеры Курт Воннегут множество раз обращался к изображению женских образов. Раньше всего критики подметили связь трактовки писателем столкновения героя с враждебной женской натурой с трагической судьбой его матери. Общепризнанно, что матери в произведениях Воннегута, как правило, болезненны, безумны и склонны к самоубийству; таковы матери Элиотта Розуотера, Говарда Кэмпбелла и «Кролика» Гувера. Билли Пилигрим каждый раз прятался от приходящей его навестить матери под одеялом, потому что «при ней он чувствовал себя неблагодарным, растерянным и беспомощным». Способ, которым ушла из жизни Эдит Воннегут, не давал покоя её сыну, позднее постоянно обращавшемуся к проблеме самоубийства в своих книгах и публичных выступлениях. Селия Гувер, которой Воннегут придал некоторые черты своей матери, покончила с собой особо мучительным способом, выпив средство для прочистки труб. Причиной такого пристального внимания к теме самоубийства могли быть как не до конца понятые мотивы поступка матери, так и чувство вины, которое испытывал по отношению к ней Курт. Мать у Воннегута зовёт к смерти, и даже сопротивление её зову не приносит победы. В «Колыбели для кошки» замёрзшую мёртвую землю, прикосновение к которой приносит мгновенную смерть, называют «очень злой матерью». Матери у Воннегута никогда не являются поддерживающими фигурами, и редкие положительные женские образы вдохновлены сестрой Алисой, с которой он был очень близок. В автобиографическом вступлении к «Балагану» Воннегут называет Алису «секретом своего стиля» и единственной аудиторией, в самом же романе главными героями являются взаимодополняющие близнецы брат и сестра. В этом же ряду находятся три женщины, которых любил Старбек из «Рецидивиста».
Проблема роли женщины в американском обществе в творчестве Воннегута в целом менее изучена, но, по мнению литературоведа С. Фаррелл, она не менее значима, чем темы войны и жестокости, расизма и разрушения окружающей среды. В рассказах 1950-х и 1960-х годов писатель часто изображает женщин, которые, как и его персонажи мужского пола, имеют художественные устремления, но он также показывает, как эти стремления часто ограничиваются традиционными гендерными взглядами Америки середины века. Главным объектом его критики становятся «ссылка» женщин в сферу домашнего хозяйства и идеализированная романтическая любовь. В таких рамках женщины могут проявлять свои творческие наклонности пассивно, экстатически мечтая об идеальном доме («Дворцы побогаче», 1951) или сами превращаясь в предмет искусства («Невеста на заказ», 1954). Своеобразным ответом Воннегута на зарождающееся феминистское движение стал рассказ «Анонимные воздыхатели», вдохновлённый книгой Бетти Фридан «Загадка женственности» (1963). Героиня рассказа под влиянием книги «Женщина: Пустая трата прекрасного пола, или Обманчивые ценности домохозяйства» осознаёт, что все её школьные мечты не сбылись, а мозги «превратились в жижу», в результате чего её мужу ничего не остаётся, как переселиться в сарай, чтобы не досаждать ей; в конце рассказчик даёт ту же книгу своей жене. По мнению Фаррелл, Воннегут, обращаясь в своём раннем творчестве к гендерной проблематике, стремился смягчить свою критику, сводя её в шутку. Из более поздних женских образов Фаррелл примечательными считает Мэри О’Хэйр, влиянию которой Воннегут приписал эстетическую концепцию «Бойни номер пять», и безымянную немецкую акушерку, проявившую сочувствие к загнанной лошади в разрушенном Дрездене в том же романе. По мнению исследовательницы, в разгар Вьетнамской войны Воннегут представил нарушающие гендерные стереотипы женские образы, помогающие мужчинам честно и реалистично увидеть страдания и боль войны, которую они в противном случае рассматривали как героическое предприятие.
Не менее, чем образ матери, у Воннегута проблематична фигура отца. Большинство его персонажей отстранены от своих отцов. Несмотря на доминирующее положение личности отца в жизни писателя, их отношения осложняли идущая с детства отчуждённость и глубокая разница во взглядах. Отец, как и старший брат Бернард, были «технарями» и не признавали гуманитарные науки, а отец к тому же коллекционировал оружие. Последнее было особенно неприемлемо для его младшего сына, потребовавшего от своих детей не иметь никакого отношения к военной промышленности. Помимо деспотичных отцов, которых у Воннегута большинство, некоторые персонажи обладают отеческими чертами в сочетании с душевной мягкостью. В реальной жизни таким для писателя был Нокс Бергер, а из вымышленных можно назвать Эдгара Дерби («Бойня») и появляющегося во многих романах фантаста Килгора Траута. Таким же холодным и безразличным, непредсказуемым и разрушительным, какими по отношению к своим сыновьям предстают земные отцы у Воннегута, выступает у писателя отец небесный, то есть Бог. Создатель вселенной в романах Воннегута является безмолвным наблюдателем, которому не за что быть благодарным, и от которого бессмысленно что-либо ожидать. Впрочем, как отмечает критик Жозефина Хендин, дети в произведениях Воннегута мало чем отличаются от своих отцов, получив от них «дар» холодности.
Сам Воннегут или проекции отдельных аспектов его личности присутствуют в большинстве его романов. В «Бойне», помимо автобиографических первой и последних глав, Воннегут появляется как безымянный военнопленный из одного отряда с Билли Пилигримом («то был я»). Такая техника позволяет ему сочетать рационализирующую авторскую рефлексию с описанием своих непосредственных реакций как участника событий. Более причудливым образом Воннегут внедряет себя в «Завтрак для чемпионов»: как персонажа и творца мира романа, рассказывающего о принимаемых им сюжетных решениях, и в этом качестве он является главным персонажем романа. Более того, как отмечает П. Рид, два формально основных персонажа «Завтрака», безумный торговец автомобилями Двейн Гувер и фантаст Килгор Траут, используются для углубления образа автора-протагониста. Первый из них вводит важную для Воннегута тему самоубийства, второй — травматичный опыт многолетней безвестности. Проблема собственной культурной идентичности также неоднократно поднималась в романах Курта Воннегута, испытывавшего потребность отрефлексировать отказ его родителей от немецкой культуры в качестве «доказательства патриотизма». Главный герой его третьего романа «Мать Тьма» (1961) американец Говард Кэмпбелл настолько хорошо притворялся нацистским пропагандистом, что практически все ему поверили и считали негодяем. В романе «Малый не промах» (1982) протагонист Руди Вальц получил на всю жизнь клеймо нациста за слишком тесную аффиляцию его семьи с фашистским режимом и лично Адольфом Гитлером.

### Проблема классификации

#### Воннегут и фантастика
Став предметом литературоведческого анализа, творчество Воннегута с трудом укладывалось в традиционные жанровые рамки. Ещё в 1972 году литературовед Реймонд Олдермен (Raymond M. Olderman) отмечал, что в случае Воннегута не получается чётко понять авторскую позицию, что вынуждает подходить к его творчеству с особыми критериями. Поскольку первые романы и сборники рассказов Воннегута выходили в мягкой обложке и продавались в супермаркетах и на автобусных остановках, до середины 1960-х он как автор не существовал для академических литературоведов. До 1969 года, когда Воннегут стал знаменит, появилось всего лишь два специально посвящённых его творчеству исследования, одно из которых на итальянском языке. Впервые на писателя обратили внимание после того, как в 1966 году его основные книги были переизданы издательствами Dell и Avon в твёрдой обложке, а «Колыбель для кошки» (1963) стала культовой для молодёжной контркультуры. В течение последующих пяти лет сформировался основной спектр мнений о творчестве Воннегута. Автор одного из первых серьёзных обзоров Кортленд Брайан похвалил пять вышедших к 1966 году романов писателя и классифицировал его как «самого читабельного и забавного из новых юмористов». Тот же критик несколько лет спустя с удовлетворением отмечал, что романы Воннегута уже изучают в университетах. Несколько положительных отзывов Воннегут получил от коллег из Университета Айовы. Влиятельный критик Роберт Скоулз в 1966 году причислил Воннегута к новомодному течению «чёрного юмора» и похвалил его романы за обманчивую простоту, скрывающую неожиданные повороты сюжета. Для Скоулза Воннегут относится к тем авторам, которые помогают «поддерживать в форме человечность, тренировать совесть и сохранять их бодрыми, свободными и растущими». В своей известной монографии «The Fabulatos» (1967) Скоулз подробно проанализировал творчество Воннегута в ряду писателей-«фабуляторов», которые отказываются в своём творчестве от реализма в пользу «контролируемой фантазии» ради создания сосредоточенных на «идеях и идеалах» нарративах. Возвращаясь к теме в 1971 году, Скоулз отметил, что «серьёзные критики» напрасно отказывают Воннегуту в признании одним из лучших авторов своего поколения, путая серьёзность с глубиной, тогда как Воннегут никого не запутывает и видит всё предельно ясно. Позднее аналогичной точки зрения придерживался бывший студент Воннегута, писатель Джон Ирвинг. Подход, по которому лёгкие для восприятия книги не могут быть хорошими, в «Вербном воскресении» критиковал сам Воннегут. По его мнению, для некоторых критиков ясность в книгах сродни детскости, а любую идею, которую можно понять сразу, такие критики объявляют тривиальной.
Чаще всего Воннегута относят к писателям-фантастам, сатирикам и адептам чёрного юмора. Первое крупное произведение Курта Воннегута — роман «Механическое пианино» (1952) — было «о людях и машинах», их противостоянии и победе последних. Действие второго романа, «Сирен Титана», также происходило на фоне научно-фантастического антуража — космических кораблей, межпланетных войн и временных парадоксов. С целью увеличения продаж издатели подчёркивали фантастическую составляющую романов с помощью ярких обложек с марсианскими пейзажами. Ту же цель имело переименование «Механического пианино» в «Утопию 14» при переизданиях. Научная фантастика в 1950-е годы считалась низкопробной литературой, и причастность к ней «высокими» критиками воспринималась как несмываемое пятно. В своём эссе «Научная фантастика» (1965) Воннегут утверждал, что только от критиков узнал, что является фантастом. Свою «вину» он видел лишь в наличии у него некоторого представления о науке и технике, в то время как «до сих пор в обществе преобладает убеждение: нельзя быть уважаемым писателем и одновременно разбираться в устройстве холодильника». Говоря о назначении фантастического элемента в литературе, Воннегут вспоминал Шекспира, который, когда понимал, что читатель уже перегружен сложными вопросами, «выпускал клоунов или сумасшедших трактирщиков», прежде чем снова настроиться на серьёзный лад. По мнению фантаста Фредерика Пола, такое самопозиционирование Воннегута было его «коммерческим решением» в силу нежелания, чтобы его книги стояли в магазинах в разделе научной фантастики. Благожелательно настроенные к Курту критики (Фидлер, Майерс) указывают, что следование Воннегутом на некотором этапе канонам фантастики и поп-арта не исключает принадлежности его произведений к серьёзной литературе, а отсутствие у него глубокого анализа поднятых вопросов компенсируется широтой рассматриваемых тем. Со своей стороны, критики и писатели из научно-фантастического лагеря признавали Воннегута за своего и упрекали в предательстве.

#### Сатира, чёрный юмор или абсурд?
По мнению профессора Томаса Марвина (Thomas F. Marvin), Воннегуту не интересны высокотехнологичные приспособления и мир будущего сами по себе, и он описывает их не для того, чтобы поразить читателя. Использование писателем приёмов научной фантастики нужно ему для того, чтобы читатель глубже задумался о мире, в котором он живёт, обратил внимание на проблемы современного общества. В этом смысле Воннегут продолжает традиции древнегреческой сатиры (её менипповой разновидности) и Джонатана Свифта. Сатирические приёмы можно обнаружить уже в самых первых рассказах («Гаррисон Бержерон», «Эйфью», «Эффект Барнхауза») и первом романе «Механическое пианино». Если в ранних произведениях предметом его сатиры были опасности технологического развития и глупости американской повседневной жизни, начиная со второго романа Воннегут расширяет свою критику на всю Вселенную. «Я принадлежу к тем, кто во всём винит Вселенную (А зачем мелочиться?)», — писал он в 1990 году. Как сатирик, Воннегут редко критикует отдельных людей, уделяя внимание типажам. Многие критики обращали внимание, что характеры персонажей у него, за редким исключением, слабо проработаны (из примеров обратного можно отметить Говарда Кэмпбелла из «Матери Тьмы» и Рабо Карабекяна из «Синей бороды»). Сам Воннегут, однако, не признавал себя и сатириком, подчёркивая своё нежелание участвовать в «играх» критиков.
Многими критиками принадлежность Воннегута к сатире оспаривается. Роберт Скоулз утверждает, что книги Воннегута относятся к чёрному юмору, а не сатире, поскольку не содержат присущих последней насмешки, смирения или надежды на перемены. Скоулз причисляет Воннегута к той категории современных писателей, которые «немного верят в искусство, но отрицают этические абсолюты; в особенности они отрицают традиционную веру сатириков в действенность сатиры для реформирования общества и немного верят в гуманизирующую силу смеха». Таких авторов Скоулз относит к новому направлению, продолжающему традиции сатиры и плутовского романа, — чёрному юмору. Смешным у Воннегута становятся прогресс, «приносящий одним плетёную мебель, а другим бубонную чуму» («Колыбель для кошки»), и вся человеческая история, подчинённая доставке маленькой детали существу из другой галактики («Сирены Титана»). Преподаватель и журналист Джесс Риттер (Jess Ritter) определяет творческий метод Воннегута в рамках предложенной Сьюзен Зонтаг интерпретации сюрреализма как «безоглядного сопоставления» всего со всем. Таким же образом у Воннегута переплетаются комическое и абсурдное, рождая трагикомедию, единственно возможный в эпоху концентрационных лагерей и ковровых бомбардировок жанр. Ответом героев Воннегута на вызовы мира является отказ от соучастия в увеличении страданий или неуклюжие попытки проявить сочувствие. С точки зрения текста стратегией является трансформация абсурдного в комическое, в том числе выделением глав и важных мыслей повторяющимися ремарками «хей хо» или «такие дела».
Своеобразие юмора Воннегута ставит перед критиками непростую задачу соотнесения его творчества с какими-то из многочисленных теорий юмора или предшествующей литературной традицией. Опираясь на анализ вышедших до 1972 года романов, критик Питер Рид (Peter J. Reed) утверждает, что юмор Воннегута целиком принадлежит американской традиции, которой до некоторой степени свойственен пессимизм, — а не британской, в которой новеллисты чаще оказываются способны обнаружить комическое в бедах XX столетия и смешное в подоплёке экзистенциального абсурда. Отдельную проблему представляет автобиографическая публицистика Воннегута, тон которой временами далёк от серьёзного. В одном из эссе сборника «Судьбы хуже смерти» автор делает важное в контексте современных теорий автобиографического жанра заявление о природе юмора: «…я совершенно серьёзно полагаю, что те, кто становятся юмористами (с суицидальными наклонностями или без оных), считают себя вправе — не то что большинство людей — воспринимать жизнь как грязную шутку, хотя ничего, кроме жизни, нет и быть не может». По мнению литератора Джона О'Брайена, такое понимание автобиографического и комического у Воннегута близко к пониманию современного психолога Стивена Шапиро, утверждавшего, что автобиография является комическим жанром в том смысле, что только так можно смотреть на свои прошлые иллюзии с высоты последующего опыта. Подвергая свою жизнь ретроспективному анализу, Воннегут находит множество поводов считать, что он хоть немного изменился, постепенно утрачивая оптимизм и иллюзии.

#### Бульварный писатель или классик?

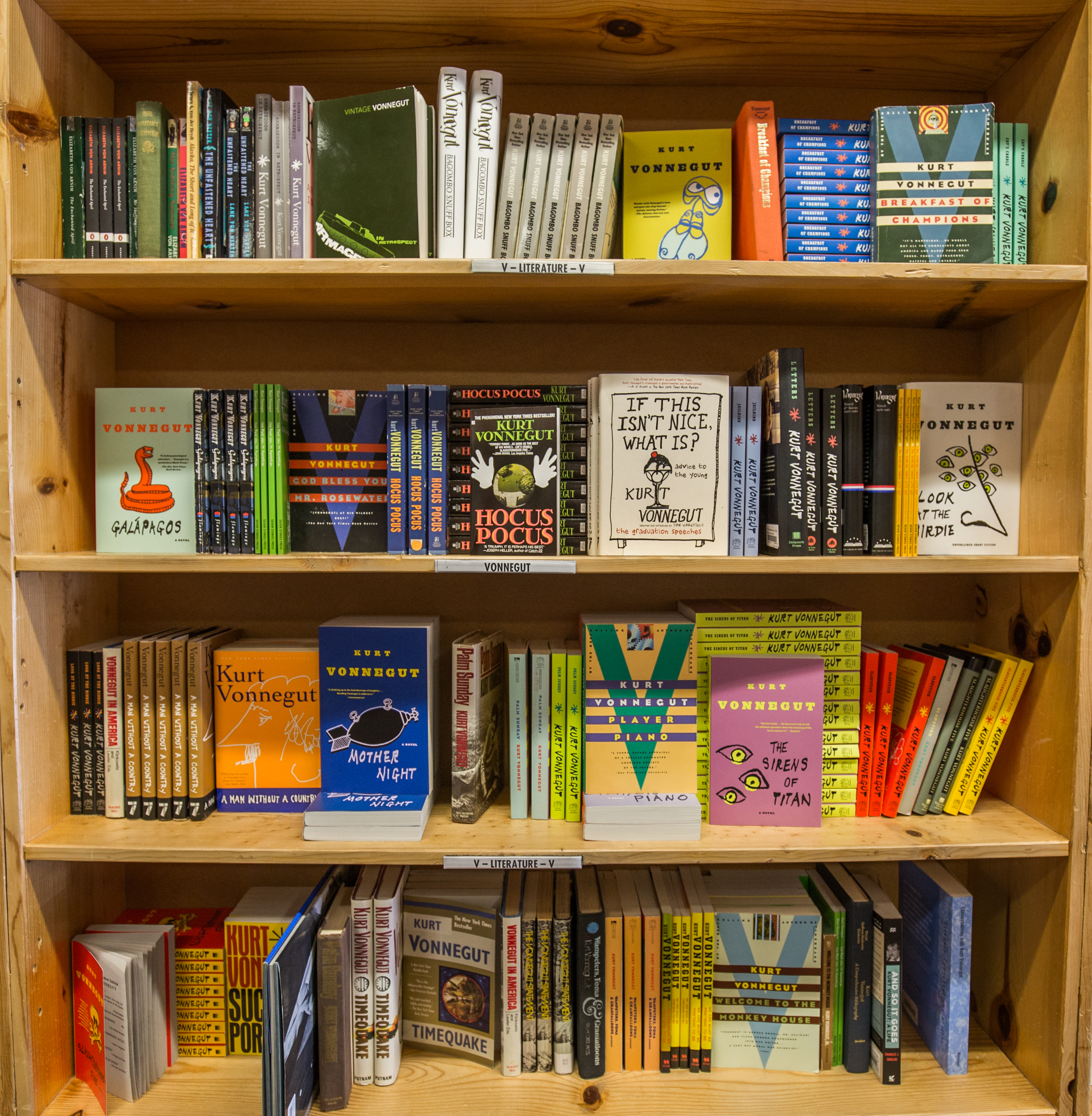
Коллекция книг Курта Воннегута

В 1970 году в статье для журнала Esquire критик Лесли Фидлер представил Воннегута мостом между высоким и популярным искусством, модернизмом и постмодернизмом. Отдавая должное «сентиментально-ироническому изображению бессмысленности вселенной» в прозе Воннегута, Фидлер отнёс её к мейнстриму «мифа и развлечения», наряду с вестернами, порнографией и комиксами. Истоки «мифологии будущего» у Воннегута Фидлер обнаружил в произведениях массовой культуры, от космической оперы до шпионского романа. В следующем году Бенджамин Демотт проанализировал популярность Воннегута среди представителей молодёжной контркультуры. По мнению Демотта, влияние писателя на молодёжь скорее положительное, поскольку в его романах «выражение мрачнейших подозрений скептического и циничного поколения» выражается без впадания в крайности. Существенно менее благожелательный отзыв оставил Чарльз Сэмюэлс, нашедший романы Воннегута ребяческими и рассчитанными на необразованную аудиторию. Успех писателя у молодёжи критик связал с совпадением их духовного возраста. В целом Сэмюэлс нашёл Воннегута «фальшивым талантом», его романы лишёнными структуры, точности и серьёзной мысли, а его персонажей — одномерными, гротескными и безличными. Переломным в критическом восприятии Воннегута стал 1969 год, когда выход «Бойни номер пять» стал сенсационным успехом. Постоянно множились хвалебные отзывы, упоминания в престижных антологиях и причисления к современным классикам. С конца 1960-х годов книги Воннегута начали изучать в университетах, взявших курс на отражение в своих программах актуальных тенденций в обществе. Известен, однако, случай, когда в 1970 году учительницу из школы в Алабаме уволили за использование текстов из «Добро пожаловать в обезьянник», охарактеризованных как «литературный мусор».
Воннегута часто рассматривают как представителя экспериментальной литературы, в частности постмодернизма. Постмодернизм в литературе сложно определить, но, как правило, он предполагает отрицание веры в то, что наука способна описать истинную или «объективную» картину мира. Напротив, истина субъективна и зависит от индивидуальной точки зрения, и потому многие писатели-постмодернисты ведут повествование от первого лица, акцентируют внимание на роли автора в повествовании и избегают использования традиционных литературных форм. Так, «Завтрак для чемпионов» включает множество авторских рисунков, поясняющих различные понятия и явления, а одним из персонажей романа является сам писатель, в солнечных очках подсматривающий за главными героями. «Сирены Титана» и, в большей степени, романы 1960-х годов демонстрируют использование приёмов литературы абсурда. «Телеграфно-шизофренический» стиль «Сирен Титана» и последующих романов создаёт рваное повествование, заставляя читателя создавать собственные смысловые связи. В отличие от многих других постмодернистов, Воннегут пришёл к такому приёму самостоятельно, а не через изучение предшествующей традиции. Профессор Роберт Талли называет постмодернизм Воннегута «вынужденным»: хотя писатель использует инструментарий постмодернизма, его эстетика принадлежит скорее модернизму в том, что касается возможности идентификации социальных проблем, возможности репрезентации повествования и возможности нахождения решений для поднятых вопросов.
Большинство критиков, характеризуя творчество Воннегута в целом, отмечают в нём пессимизм и преобладание темы смерти. Хотя такой взгляд на жизнь вполне естественен для представителя пост-ядерного поколения, многие критики находят избранные Воннегутом степень и способ его выражения совершенно излишним дурновкусием, всепроникающим и неубедительным, отражающим скорее неспособность писателя предложить конструктивное решение поднятых им проблем. Наиболее резко по этому поводу высказался П. Прескотт, охарактеризовавший умонастроение Воннегута «кретинским философствованием» и «претенциозным лицемерным навозом». По мнению К. Юм, у Воннегута различима и оптимистическая тенденция, проистекающая из его базового опыта и ценностей. Возникающая дилемма проблематична как для читателя, так и для писателя, разочарованного в традиционном символизме. Один из первых теоретиков «чёрного юмора» Брюс Фридман причислил Воннегута, Терри Саузерна («Доктор Стрейнджлав»), Джона Барта («Плавучая опера») и Джозефа Хеллера («Уловка-22») к «чёрным юмористам» за их способность вдохновлять читателей смеяться над безнадёжными ситуациями. Как отмечает Марвин, ярлык «чёрного юмориста», как и любой другой, полезен, если обращает внимание на данный важный аспект творчества Воннегута, но навешивание его контрпродуктивно, если поощряет читателя игнорировать важные отличия между ним и другими авторами данного направления. Американский литературовед Чарльз Шилдс полагает, что отнесение Воннегута к «чёрным юмористам» ни в связи с «Механическим пианино», ни по более поздним романам не является верным. Чёрный юмор подразумевает нигилизм, изображение персонажей гротескным образом, без глубокой психологической проработки. Напротив, главный герой «Механического пианино» Пол Протеус и его друзья-заговорщики вызывают симпатию своей борьбой против системы, угрожающей их человеческому достоинству. Герои Воннегута достигают счастья, не цинично, но мудро, признав своё бессилие изменить ход вещей. Соответственно, более правильным, по мнению Шилдса, будет описать направленность творчества Воннегута как комическо-дидактическую. Комментируя позицию тех, кто полагает обращение Воннегута с серьёзными вопросами слишком вольным, П. Рид признаёт, что используемые писателем приёмы более подходят для развлекательного жанра.
Несмотря на то, что к 2011 году насчитывалось 80 посвящённых Воннегуту диссертаций, а количество посвящённых писателю исследований уже давно не поддавалось подсчёту, среди критиков не было уверенности в принадлежности его книг к литературному «канону». Указанием на то, что включение всё-таки произошло, стал выход в 2011 и 2012 годах романов и рассказов Воннегута двумя томами в книжной серии Library of America.

### Основные исследования

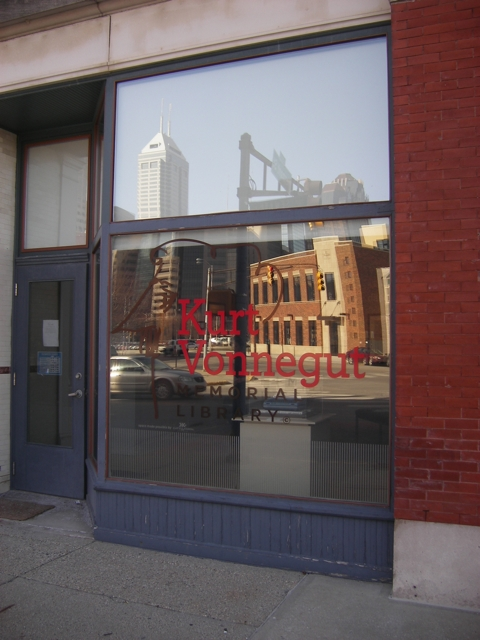
Музей-библиотека Курта Воннегута в Индианаполисе был открыт в 2011 году

В первой из посвящённых Воннегуту монографий, «Fantasist of Fire and Ice» Дэвида Голдсмита (David H. Goldsmith, 1972), было сделано несколько важных наблюдений относительно связи жизненного опыта писателя с темами его творчества. Некоторые из сделанных им выводов были позднее отвергнуты, в частности, идентификация писателя с его персонажем Билли Пилигримом из «Бойни». Вышедшая в том же году книга П. Рида оказалась более убедительной. На основе анализа первых шести романов писателя он охарактеризовал описываемую им вселенную как абсурдную, в конечном счёте бессмысленную, в которой нет ни злодеев, ни героев. Выход в 1973 году романа «Завтрак для чемпионов», а затем сборника публицистики «Вампитеры, Фома и Гранфаллоны» стимулировали появление новых критических обзоров и монографий. Количество посвящённых Воннегуту публикаций стремительно росло, и к 1987 году вышло не менее 265 критических исследований, включая 8 монографий, 35 диссертаций и два специальных журнальных выпуска. С середины 1980-х годов среди критиков стало преобладать мнение, что персонажи Воннегута стали повторяться, и количество рецензий начало уменьшаться. В 1990-х вышло два сборника критики, включающих как новые эссе, так и переиздания важнейших рецензий за предыдущие 40 лет. В 1995 году вышла авторизованная «Vonnegut Encyclopedia» под редакцией Марка Лидса (Marc Leeds), суммирующая основную информацию о жизни и творчестве Воннегута по состоянию на 1994 год. В 2016 году вышла обновлённая версия этого издания. Ещё одной воннегутовской энциклопедией, включающей, помимо прочего, полный список книг Килгора Траута, является «Critical Companion to Kurt Vonnegut» Сьюзан Фаррелл (Susan Farrell, 2008).
При жизни Воннегута не вышло ни одной его авторизованной биографии. За год до смерти писателя работу над полным жизнеописанием начал Чарльз Шилдс, его книга «And So It Goes: Kurt Vonnegut, A Life» вышла в 2011 году. Мемуары Джейн Воннегут-Ярмолинской (Кокс) «Angels Without Wings: A Courageous Family’s Triumph over Tragedy» (1987) охватывают период её супружества с Куртом, с особым вниманием к трудному периоду в 1958 году, когда после смерти Алисы Воннегут в семью пришли трое её детей. Автобиография Марка Воннегута «The Eden Express» раскрывает подробности детства сына писателя. История почти сорокалетнего знакомства Лори Рекстро (Loree Rackstraw) с Воннегутом рассказывается в её «интимной биографии» «Love as Always, Kurt: Vonnegut as I Knew Him» (2009).
Общим местом в критической рецепции романов Воннегута, прежде всего «Бойни номер пять», является рассмотрение его творчества в контексте травмировавшего психику автора военного опыта, попытки выявить симптомы посттравматического стрессового расстройства или шизофрении. Основополагающим для данной критической традиции является исследование Лоуренса Броера (Lawrence Broer) «Sanity Plea. Schizophrenia in the Novels of Kurt Vonnegut» (1989, пересмотренное издание в 1994 году). Начав с заявления, что, вероятно, никто из современных писателей не травмирован более, чем Воннегут, Броер последовательно рассматривает все романы Воннегута с точки зрения психоаналитика. Оперируя широко известными биографическими сведениями о Воннегуте (смерть матери, отношения с отцом, военный опыт и бомбардировка Дрездена, смерть сестры и усыновление её детей, болезнь Марка), Броер истолковывает его произведения как материалы для установления состояния душевного здоровья писателя, его персонажей и читателей. По мнению исследователя, Воннегут, испытав посттравматический синдром, пытается своим творчеством освободиться от ужасов войны, рассматривая в то же время послевоенный мир как абсурдный. Работа Броера, первоначально заслужившая положительные отзывы воннегутоведов, критиковалась за следование одной узкой идее и многочисленные неточности. В дальнейшем появлялись работы, как развивающие подход Броера, так и опровергающие, предлагающие литературоведческие интерпретации травматического нарратива Воннегута. Исследование Л. Мустаццы о значении мифа об Эдеме в творчестве Воннегута оказалось более сбалансированным, но в нём также присутствовала недооценка аспектов, не укладывающихся в магистральный тезис. Новый взгляд на констатируемое традиционной критикой противоречие между наблюдаемыми у писателя пессимизмом в отношении состояния дел в мире, оптимизмом по поводу возможностей человека, свободой воли и детерминизмом предложил писатель и режиссёр Кевин Бун («Chaos Theory and the Interpretation of Literary Texts: The Case of Kurt Vonnegut», 1997). Согласно Буну, данные противоречия являются кажущимися и устраняются в рамках теории хаоса. Среди многочисленных обзоров произведений Воннегута самым подробным является «The Clown of Armageddon: The Novels of Kurt Vonnegut» (2009) Питера Фриза (Peter Freese). Фриз подробно прослеживает творческий путь писателя, анализирует динамику восприятия его произведений, объясняя сквозные темы и образы. Исследователь доказывает, что на протяжении всего творческого пути писательское мастерство Воннегута неуклонно росло, равно как и охват рассматриваемых им тем. Некоторое внимание критики уделили также рисункам Воннегута, было устроено несколько его выставок.
Первым изданием Воннегута за пределами Соединённых Штатов стала публикация в 1953 году британским издательством Macmillan «Механического пианино». Как и на родине, книга продавалась плохо, и треть из тиража в 3000 экземпляров была не распродана и уничтожена. Рецензий за границей на первый роман вышло очень мало, и новый автор оставался незамеченным до середины 1960-х годов. Хотя популярность в Европе пришла к Воннегуту не сразу, она имела менее противоречивый характер, чем в США. К середине 1970-х годов романы писателя были переведены на все европейские языки, а также на японский. В 1970 году вышло пиратское издание в Гонконге. Посвящённые его творчеству диссертации появлялись в европейских университетах, особенно популярен Воннегут стал в академических кругах Венгрии, Чехословакии и Польши. Критические исследования вышли в Италии, СССР (1967) и Англии (1969). В то время как русский перевод «Механического пианино» в 1967 году, несмотря на тираж в 200 000 экземпляров, прошёл незамеченным, выход «Колыбели для кошки» в переводе Риты Райт-Ковалёвой в 1970 году стал крупнейшим литературным событием в СССР, сделав Воннегута для советских людей популярнейшим американским писателем. Воннегут высоко ценил переводы Риты Райт и дважды с ней встречался, в 1972 году в Париже и в 1974 году в Москве. В СССР было осуществлено несколько постановок пьесы «С днём рождения, Ванда Джун»: в 1976 году в эстонском переводе Валды Рауда на сцене Эстонского драматического театра и в переводе Райт в Ленинграде Георгием Товстоноговым.